# Chapitre de Saint-Jean (Lyon)

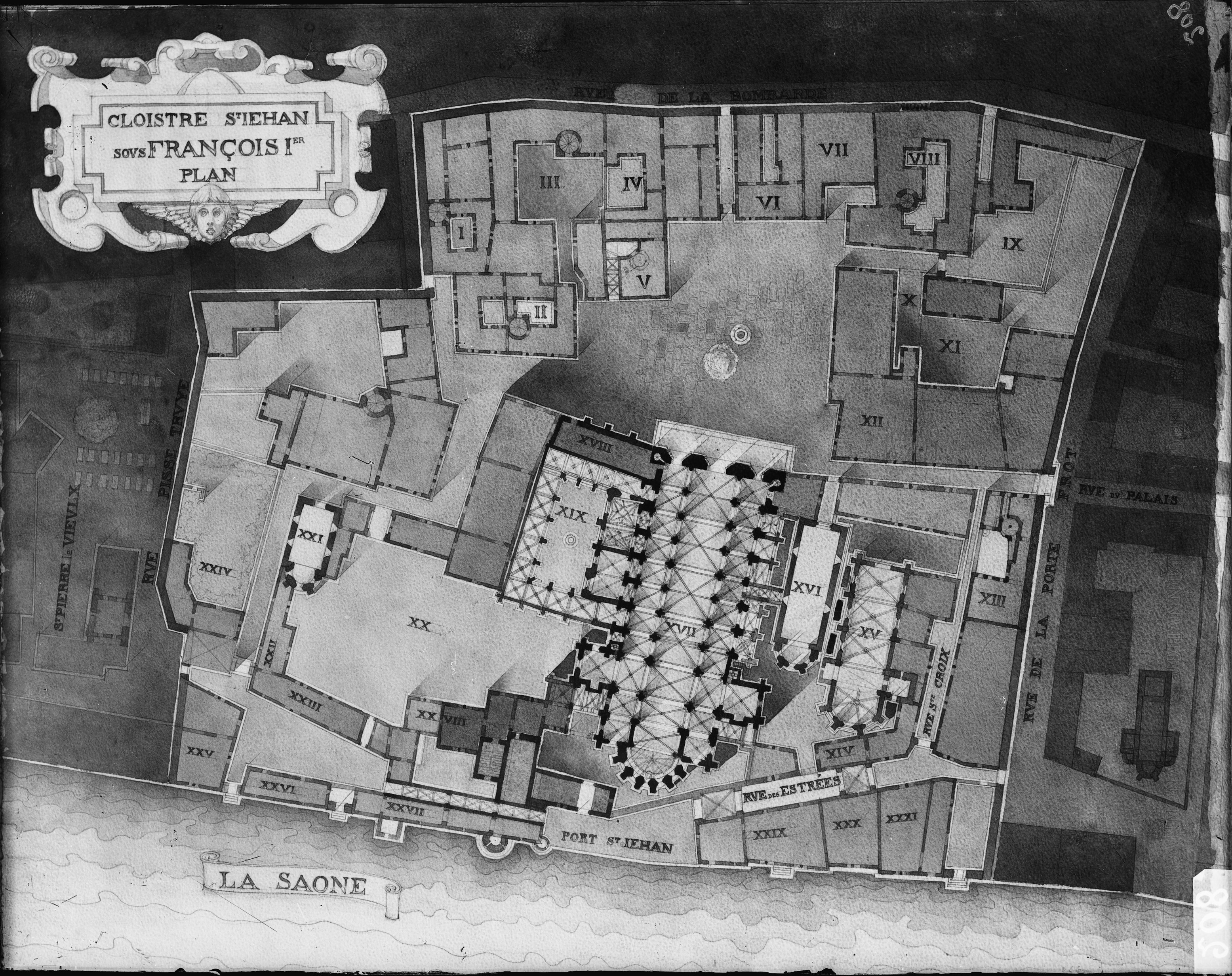
Plan du groupe cathédral de Lyon, à l'époque de la Renaissance.
I. Hôtel d’Albon. — II. Sacristie Saint-Étienne. — III. Hôtel de Saint-Chamond ou de Chevrières. — IV et V. Chantrerie. — VI. Maison de Gaste. — VII. Maison de Fougères. — VIII. Précenterie. — IX. Maison de Beaujeu. — X. Maison de Saint-Romain. — XI. Maison d’Ars. — XII Prévôté. — XIII. Chamarerie. XIV. Petite custoderie. — XV. Sainte-Croix. — XVI. Saint-Étienne. — XVII. Saint-Jean. — XVIII. Manécanterie. — XIX. Petit cloître. — XX. Cour de l’archevêché. — XXI. Saint-Romain. — XII. Maison du Bâtonnier. — XXIII. Officialité. — XXIV. Archidiaconé. — XXV. Trésorerie. — XXVI. Maison de Rolin de Semur. — XXVII. Prisons. — XXVIII. Archevêché. — XXIX. Sacristie Saint-Jean. — XXX. Custoderie. — XXXI. Dépendances. — XXXII. Doyenné. — XXXIII. Maison du tire-corde. — XXXIV. Prébende Sainte-Catherine. — XXXV. Prébende Saint-Pierre. — A. Porte Frot. — B. Entrée des Estres. — C. Porte du Coter. — D. Porte de Savoye. — E. Maison canoniales. — F. Porte de Thyers. — G. Portes de la Bombarde.

Le chapitre de Saint-Jean de Lyon, nommé aussi chapitre cathédral de Lyon, est une institution ecclésiastique de la ville de Lyon chargée d'entretenir spirituellement la cathédrale de Lyon. Elle apparaît très tôt mais n'est clairement distinguée dans les sources qu'à partir du XIIe siècle.
Rapidement composé de nobles, le chapitre devient durant plusieurs siècles une force politique importante dans la cité rhodanienne, rivalisant la plupart du temps avec l'archevêque. Lors de certaines situations de crise où une menace extérieure intervenait, au contraire, le chapitre faisait front avec ce dernier contre la menace.
Ses membres portaient, comme ceux de Saint-Julien-de-Brioude en Auvergne, le titre de chanoine-comte.
Aujourd'hui, le chapitre de Saint-Jean existe toujours. Il n'a plus aucun pouvoir politique, et correspond à un groupe chargé de la prière liturgique dans la cathédrale, ainsi que d'aider l'évêque dans sa mission pastorale.

## Histoire

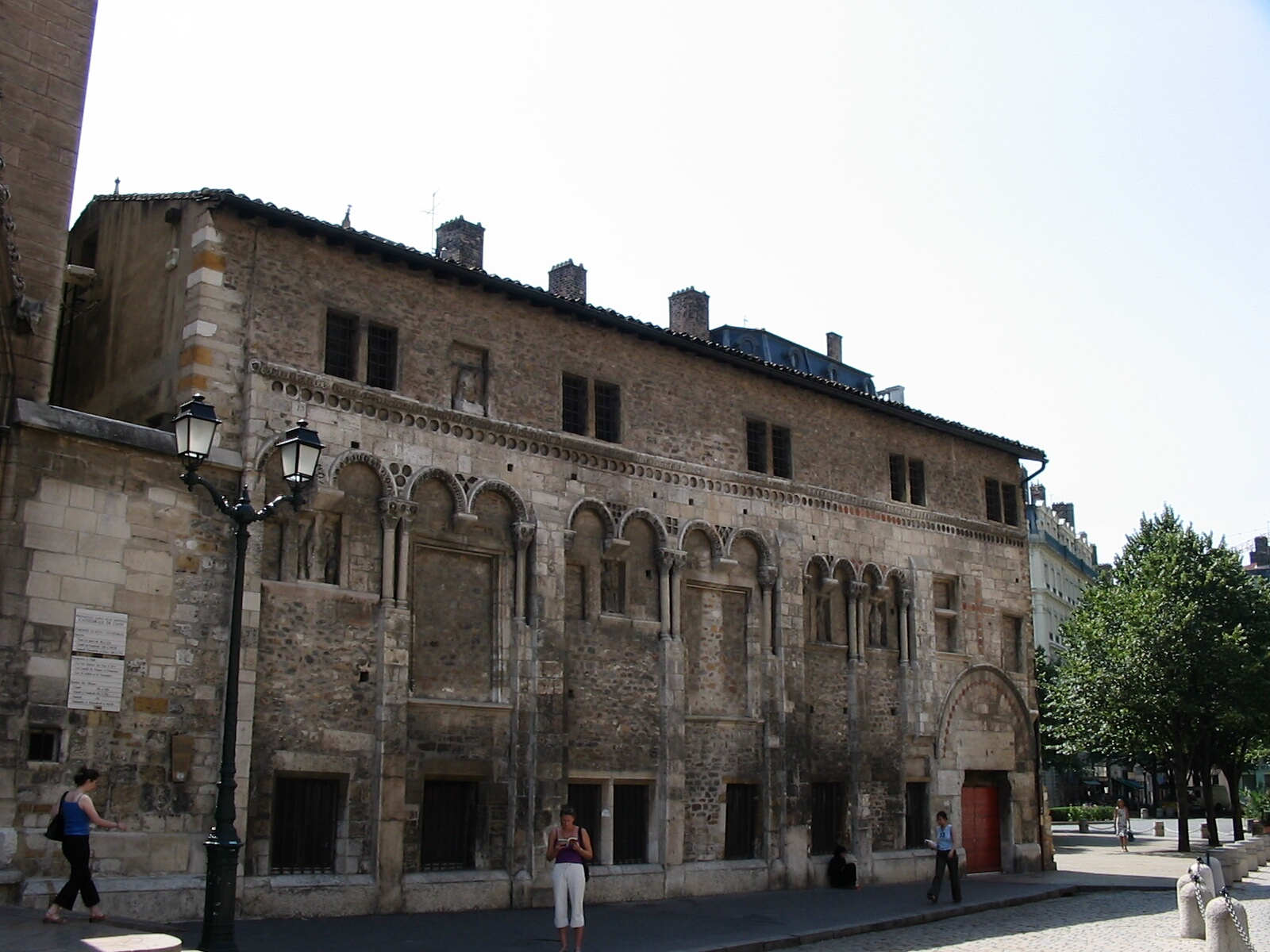
La manécanterie, ancien réfectoire canonial des chanoines de Saint-Jean.

### Origine et premiers temps
Dans le dessein initial de l'Église, le chapitre cathédral est « appelé à collaborer avec l’évêque et sous sa direction, et non l’inverse ». Les chapitres cathédraux sont fondés de manière informelle vers le IVe siècle : à cette époque, les évêques choisissent un groupe de conseillers parmi les clercs, d'abord de manière informelle, puis de façon de plus en plus structurée. Le terme canonici (qui donne « chanoines » en français moderne) apparaît vers le VIIIe siècle.
La naissance du chapitre lyonnais en tant que corps constitué est inconnue, aucun document ne permet de préciser ni la date ni les évènements qui ont abouti à la formation de ce groupe ecclésial. Il a probablement succédé au collège ecclésiastique réuni autour de l'évêque pour le soutenir dans ses tâches quotidiennes. Les premiers éléments connus sont issus d'une lettre de Leidrade à Charlemagne où il décrit la reconstruction de l'Église lyonnaise. Les premiers noms connus proviennent du registre de l'Abbaye de Reichenau de Constance où sont consignés ceux qui désirent intégrer une vaste association de prière. Les desservants de la cathédrale y sont appelés chanoines, et l'édifice est encore sous le vocable de Saint-Étienne : « nomina kanonicorum domus sancti stephani protomartyris ». Dans les autres textes, le terme « chanoine » n'apparaît qu'épisodiquement, et ne devient régulier qu'au Xe siècle. La première communauté qui forme par la suite le chapitre cathédral est dénommée dans les textes : « frères de Saint-Étienne ». Les autres membres de l'Église lyonnaise sont quant à eux uniquement appelés « clercs ». La liste des chanoines est bien mieux connue à partir du Moyen Âge central grâce à l'obituaire de Lyon.
Le patronage de Saint-Étienne pour la cathédrale disparaît avec l'érection du nouvel édifice au XIIe siècle dédié à saint Jean ; mais les chanoines gardent une trace de celui-ci dans leur serment d'entrée, jusqu'en 1789.
Le mode de désignations des chanoines est inconnu pour les périodes reculées ; la cooptation est probablement la méthode employée. L'élection des nouveaux membres par les membres actuels est en tous les cas la règle au Moyen Âge central, jusqu'au XIIIe siècle où le pape s'immisce dans le processus à son profit.
Dans les premiers temps et pendant longtemps, les chanoines vivent en communauté, en suivant une règle de vie pieuse et modeste. Cette vie en commun des chanoines est d'ailleurs régie par le canon défini au concile d'Aix-la-Chapelle, en 817. Leur lieu de vie commune est l'actuelle manécanterie. Le premier édifice est construit par Leidrade vers 810, qui écrit à ce propos : « J'ai construit aussi pour les clercs un cloître dans lequel ils demeurent tous en une même maison ».

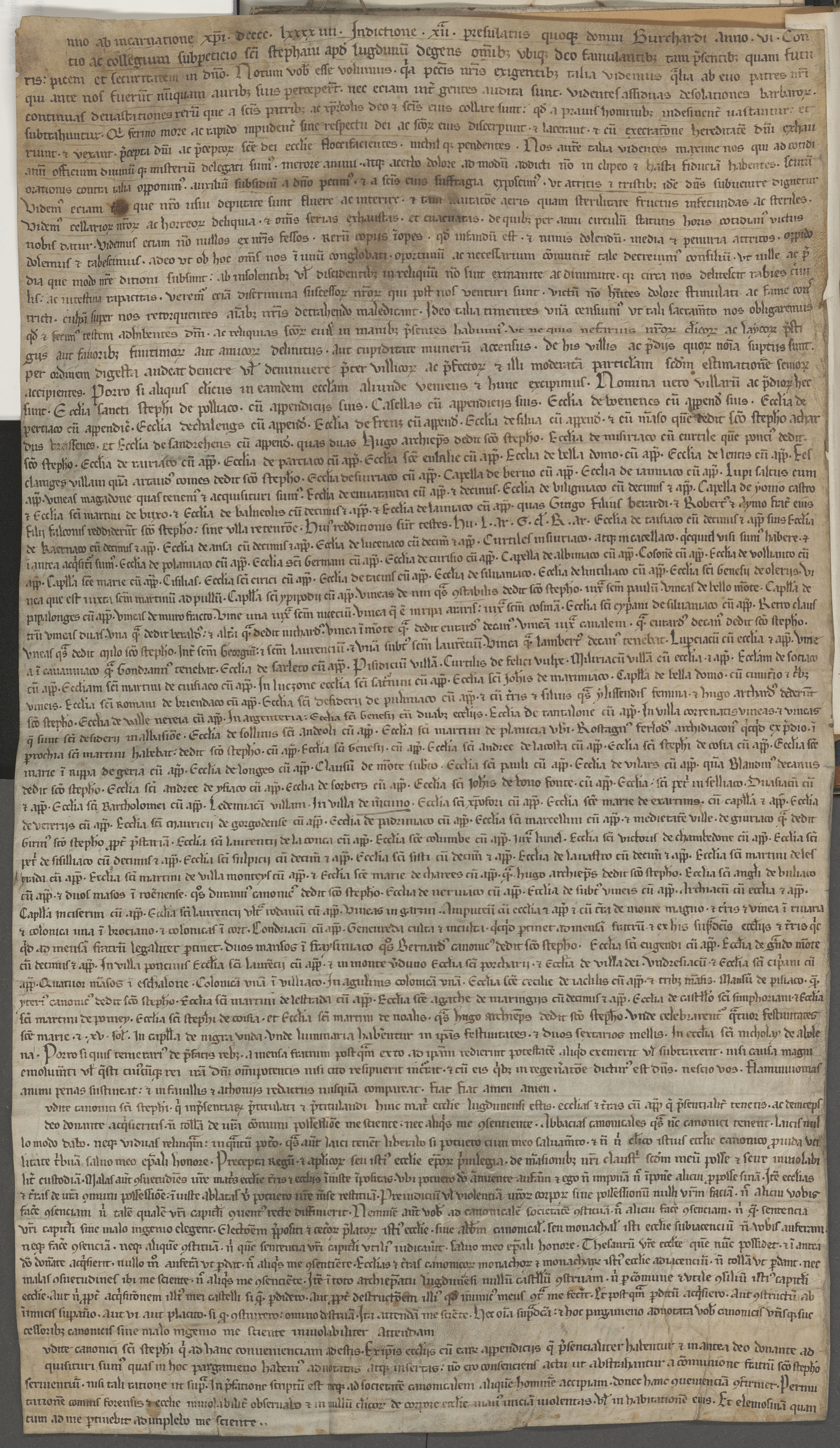
Dénombrement des biens du chapitre cathédral de Lyon, 984 (copie du 12e s.) - recto
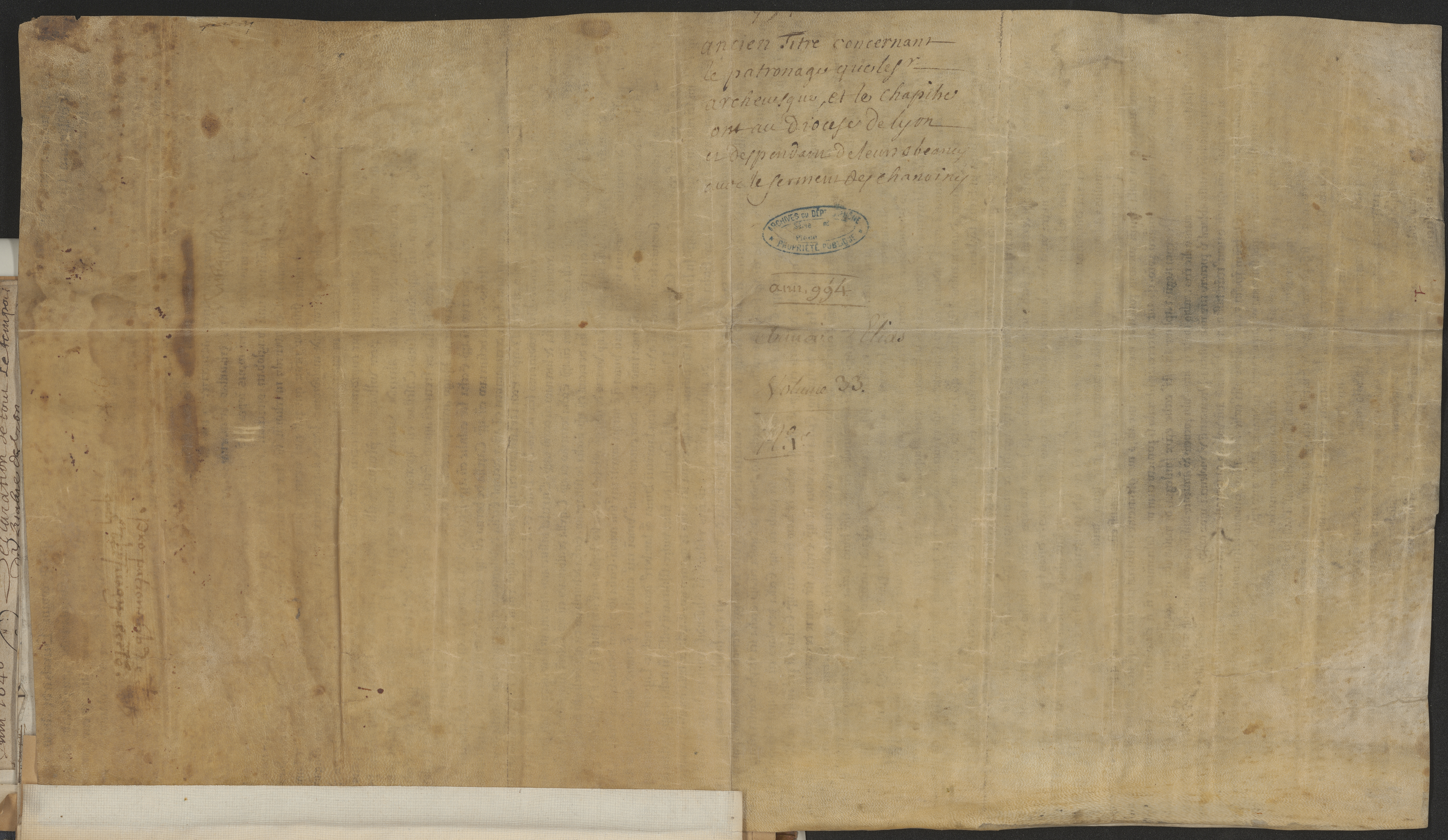
verso, Archives du département du Rhône et de la métropole de Lyon - 10 G 1879

À l'orée du nouveau millénaire, l'Église de Lyon a toutefois sacrifié aux errances de son temps ; la plupart des chanoines ne vivent plus en communautés et sont très éloignés des idéaux de la réforme grégorienne qui commence. Plusieurs papes enjoignent aux membres des différents chapitres de se restaurer dans l'esprit des règles des saints fondateurs.

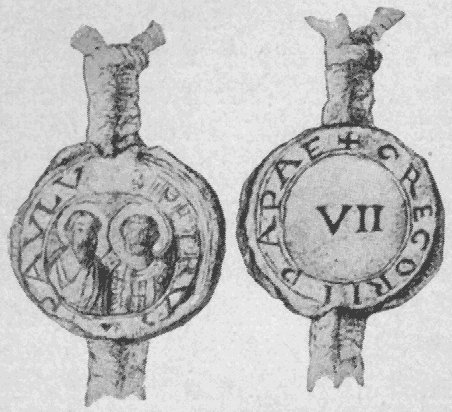
Sceau de Grégoire VII.

Une première tentative de réforme a lieu en 1079 sous l'épiscopat de Gébuin. Il se rend à Rome avec quelques chanoines dont le doyen Bladinus, pour rencontrer le pape Grégoire VII. Le pape conforte l'archevêque après une élection compliquée, et demande aux chanoines présents de renoncer aux biens qu'ils ont accumulés. Seul le doyen accepte, les autres quittant Rome sans bénédiction apostolique (« sine apostolica benedictione »). Grégoire VII rédige donc une lettre pour l'ensemble des chapitres lyonnais le 20 avril 1079, qui insiste non pas sur l'ensemble de la réforme canoniale, mais bien sur la simonie. Il n'y a en effet rien dans cette lettre sur le retour à la vie commune. C'est à la suite de cet épisode que se fixe la gestion des biens des chapitres lyonnais en obéances, qui permet d'éviter « la constitution de prébendes « familiales » par transmission à un neveu chanoine par exemple ».
Ces différentes remontrances n'ont que peu d'effets dans la cité lyonnaise, qui ne suit pas le mouvement réformateur tel, par exemple, celui du Languedoc. Au contraire, les chapitres principaux renforcent leur organisation et leurs usages traditionnels, poursuivant leur enrichissement. Avec l'accumulation de biens au XIIe siècle ces quasi-moines théoriques deviennent des seigneurs à la maisonnée richement dotée.
À partir de 910, le chapitre de Saint-Étienne reçoit du pape Serge III l'autorisation d'élire l'archevêque de Lyon. Cependant, ce privilège est retiré à plusieurs reprises, notamment par l'empereur germanique au XIe siècle, par le concile d'Autun, réuni sous la férule du légat Hugues de Die. Ce pouvoir du chapitre s'exerça en réalité surtout à partir du XIIe siècle. Ce pouvoir disparaît en 1516, après le concordat de Bologne, quand le roi de France s'arroge seul le privilège de nommer abbés et évêques.

### Développement d'une puissance politique:XIIe–XIVesiècle

#### Vis-à-vis des bourgeois

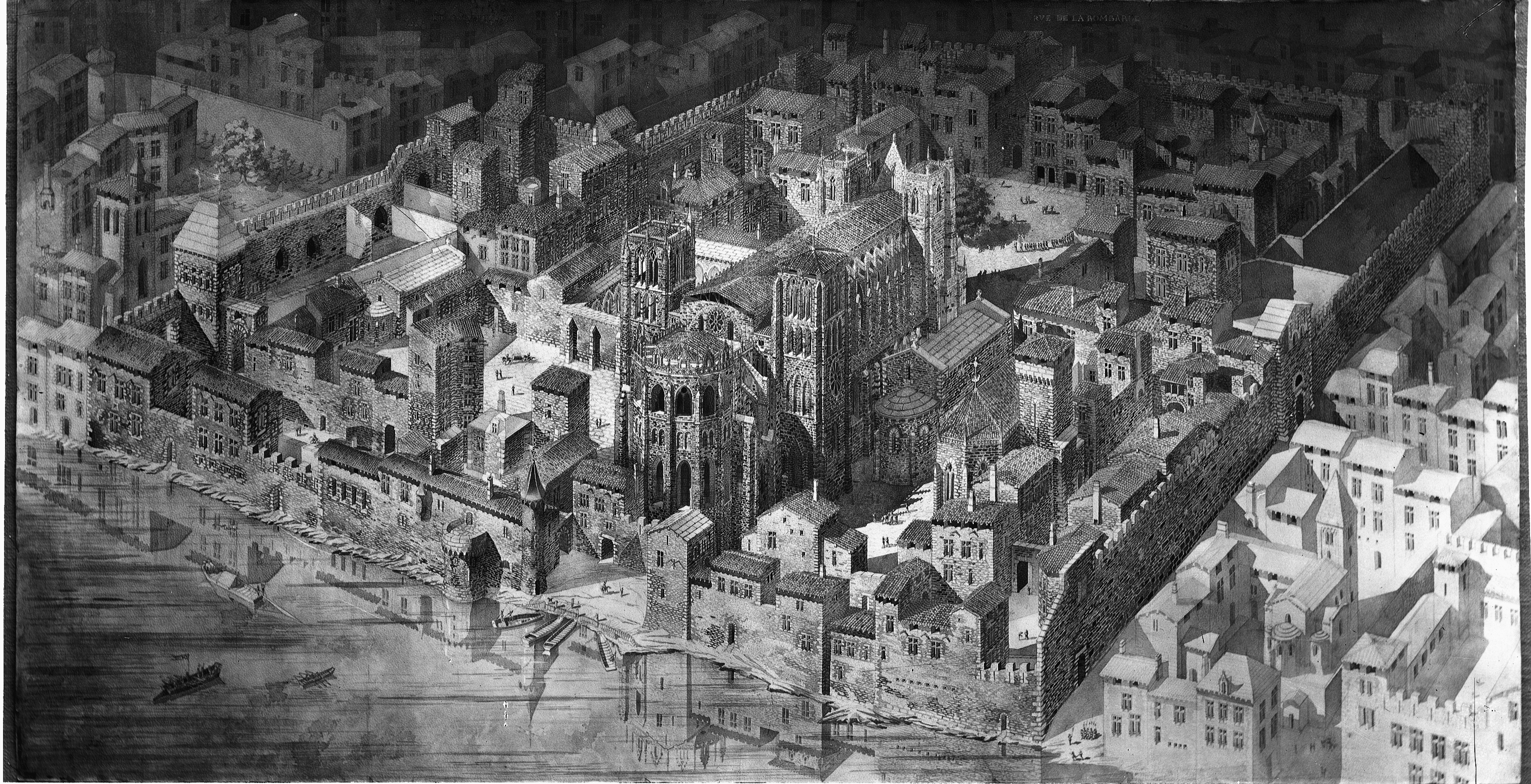
Reconstitution du cloître de Saint-Jean par Rogatien Le Nail.

Au XIIe siècle, l'archevêque comme le chapitre disposent d'une grande autonomie vis-à-vis de l'empire ; toutefois, ils doivent composer avec un autre pouvoir civil, local celui-là, représenté par le comte de Lyon ; la cohabitation, malaisée, entre les deux pouvoirs civil et religieux, avait abouti à un relatif statu quo en 1076, l'évêque gardant une prééminence sur Lyon même et le comte obtenant une mainmise plus prononcée sur le Lyonnais. Cet équilibre est à nouveau menacé lorsque le comté de Lyon est réuni à celui du Forez. Le nouveau comte de Lyon et de Forez, Guigues II (ou « Guy ») décide d'accroître ses possessions territoriales, aux dépens tout d'abord des comtes de Mâcon et ensuite des archevêques de Lyon. L'archevêque alors élu, Héracle de Montboissier, en appelle à l'empereur Frédéric Barberousse et obtient le 18 novembre 1157 la publication de la bulle d'or qui lui confère l'exclusivité de l'autorité sur Lyon. Cette exclusivité, même si elle prive en priorité Guigues de Forez de toute revendication vis-à-vis de Lyon, permet aussi à l'archevêque de Lyon de s'émanciper du chapitre. En effet, le texte de la Bulle ne fait pas mention du chapitre aux côtés de l'archevêque, alors que la bulle octroyée à l'archevêque de Vienne trois semaines plus tôt mentionne le chapitre de Saint-Maurice aux côtés d'Étienne II. Par cet oubli volontaire, Frédéric Barberousse prive le chapitre lyonnais de rôle politique.
À partir du XIIe siècle, le chapitre cathédral est une structure ecclésiale puissante et riche. Recrutés indistinctement chez les nobles et les non-nobles auparavant, ce siècle voit la noblesse devenir une condition importante pour faire partie de ce corps. Cette noblesse domine complètement le chapitre au milieu du XIIIe siècle, ce qui cause des frictions importantes avec l'élite bourgeoise. La noblesse devient une condition indispensable à l'entrée au chapitre en 1337. Dans le même temps, le chapitre cathédral devient une puissance financière et seigneuriale importante. De nombreux seigneurs lèguent des biens et des terres au chapitre, qui fait fructifier efficacement sa richesse.

#### Vis-à-vis de l'archevêque
Par ailleurs, les statuts de l'Église de Lyon donnent une grande importance au chapitre cathédral. Dans tous les textes, lorsque c'est l'Église de Lyon en tant que puissance seigneuriale qui est désignée, les termes employés sont « l'archevêque et le chapitre » ou « les archevêques, le doyen et chapitre ». Bien entendu, l'archevêque est en dignité au-dessus du chapitre. L'ensemble du corps des chanoines jurent fidélité à tous les prélats qui entrent en fonction. Lors des plus grandes cérémonies, c'est l'archevêque qui préside dans la cathédrale Saint-Jean. Toutefois, chaque archevêque entrant en fonction doit également jurer devant le chapitre, sur les Évangiles, d'observer tous les engagements pris par ses prédécesseurs, de respecter les franchises et immunités des membres du chapitre et de ne jamais agir en l'encontre de sa volonté. À partir du XIIe siècle, le chapitre doit même apposer son sceau sur les décisions officiels du prélat, et les actes stipulent qu'ils sont promulgués avec le « consentement du chapitre ».
La ville de Lyon est tellement autonome vis-à-vis de l'Empire qu'elle bat monnaie, mais ce privilège est également, sinon l'objet de règlements, du moins celui de coutumes et jurisprudences bien implantées qui définissent les rôles de l'archevêque et du chapitre. Quand Louis de Villars, en 1304, entreprend de monnayer seul et de s'attribuer tous les bénéfices de la monnaie, le chapitre proteste immédiatement et rappelle ses propres prérogatives : « Predecessorres nostri fuerunt a tempore de quo non est memoria in possessione vel quasi pacifice et quieta cudendi vel cudi faciendi [...] ipsa moneta Lugdunensis pro media parte et pro indiviso nomine supredicto »
Ainsi, l'ensemble du diocèse est géré conjointement par l'archevêque et le chapitre. Une telle situation occasionne avec le temps des rivalités, des conflits.
Le plus visible de ces conflits éclate au moment de la construction de la nouvelle primatiale Saint-Jean : les chanoines ont élu comme archevêque Dreux de Beauvoir, clunisien. Le pape impose alors à Lyon un cistercien, Guichard de Pontigny. Tout oppose les deux hommes : l'un est rallié à l'empereur et à l'antipape Victor IV, l'autre est l'homme du pape ; le premier aime le faste et la liturgie pompeuse de Cluny, l'autre l'austérité bernardine ; Dreux est issu du chapitre lyonnais et fait tout pour le favoriser, Guichard est au contraire envoyé par le pontife pour réformer le chapitre et lui redonner une simplicité plus proche de sa vocation initiale. C'est d'ailleurs ce qu'il fait à partir de 1175, quand il édicte les Statuts de l'Église de Lyon, qui réglementent entre autres la vie de prière des chanoines ; ces statuts sont complétés par son successeur entre 1187 et 1193.

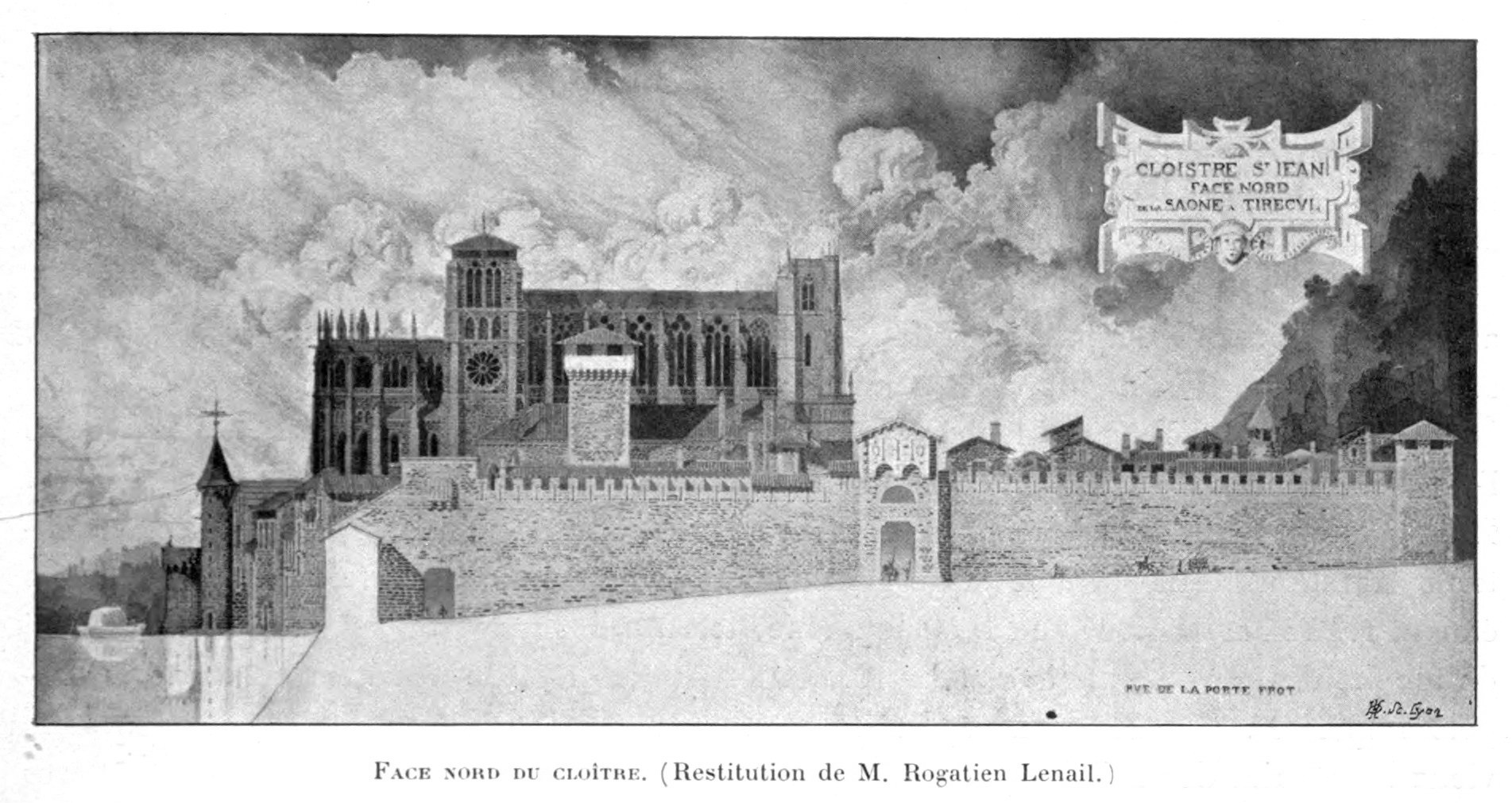
Coupe et façade sur le cloître de la cathédrale au XVe siècle (Gravure du XIXe siècle, reconstitution de Rogatien Le Nail) : la dénivellation du terrain naturel y est bien visible, ainsi que le terrain gagné sur la Saône pour y édifier le chevet de l'église.

L'extension programmée de la cathédrale doit logiquement se faire à l'ouest, du côté de la colline, pour plusieurs raisons. Premièrement, le terrain du côté de la Saône, à l'est, est en pente continue et ne se prête guère à l'établissement d'une vaste plateforme qu'il faut nécessairement remblayer. Plus grave, ce terrain oriental n'est composé que d'alluvions déposées par la rivière le long du mur de protection construit au IVe siècle, et accumulées là depuis huit cents ans. Enfin, ces terres ne sont pas entièrement vierges, car elles sont empruntées par une voie de communication nord-sud, qu'un bâtiment plus vaste couperait. Pour toutes ces raisons, l'extension est prévue à l'ouest par Guichard. Mais le chapitre s'y oppose. Si les raisons officieuses sont évidentes (conflit ouvert du chapitre avec un archevêque qui déplaît), elles ne peuvent servir officiellement. Un atrium gallo-romain est situé sous l'actuel parvis. Cette cour à portique, dont restait au XIIe siècle la galerie orientale, passe alors pour avoir eu à l'époque paléo-chrétienne une fonction funéraire. Les chanoines se fondent sur cette présence de tombeaux chrétiens pour décréter qu'il est impossible de construire la nouvelle cathédrale plus à l'est. Guichard plie, et lance en 1175 l'opération, bien plus coûteuse, de renforcement de la berge afin d’accueillir le nouveau chevet, construit en réutilisant les grandes pierres de choin provenant du forum romain. Pour éviter toute contestation future, Guichard de Pontigny fait ériger la chapelle Saint-Thomas au sommet de Fourvière : celle-ci est vouée à la dévotion envers Thomas Becket, mais aussi à l'accueil des sépultures des chanoines. Par l'établissement de cette tradition, l'archevêque espère désamorcer toute contestation future et préserver l'intégrité topographique de sa cathédrale.
La construction de la cathédrale, d'ailleurs, est ralentie pour partie par le manque de ressources, mais aussi pour partie par ce conflit latent entre archevêché et chapitre, et dure tout le XIIIe siècle. Par exemple, la tour nord, dite « Saint-Thomas » est construite en priorité, car les chanoines ont besoin des cloches qu'elle abrite pour marquer leurs temps de prière quotidiens. Aussi les chanoines pèsent de leur influence et de leur financement pour qu'elle soit bâtie dès l'épiscopat de Pierre de Savoie (1308-1322). La tour sud, dite « de la Madeleine », privée de ce financement et de cette réclamation, n'est terminée qu'un siècle plus tard, et elle ne comporte pas de cloche.
Sous le mandat de Philippe Ier de Savoie, les relations entre chapitre et archevêque sont assez mauvaises. Tout d'abord l'archevêque est nommé par le pape Innocent IV et non élu par le chapitre, pour des raisons d'alliance et de sécurité ; ensuite, l'élu n'est même pas prêtre et peu porté aux affaires religieuses, même si les chanoines sont loin d'être eux-mêmes exemplaires en matière de piété. Enfin et surtout, le chef de l'Église lyonnaise fait passer ses intérêts propres avant ceux de son diocèse, et singulièrement avant ceux du chapitre. C'est le cas particulièrement lors du long conflit (1262-1266) entre Philippe et son neveu Guigues VII de Viennois : lors de l'arbitrage, Philippe, gagnant sur certaines de ses revendications, accepte que le chapitre de Saint-Jean perde, à titre de compensations, les châteaux d'Annonay et d'Argental. La réduction des pouvoirs du chapitre va de pair avec une tentative de reprendre la main sur cette instance dont le pouvoir se fait parfois le concurrent de celui de l'archevêque lyonnais ; ainsi, une partie notable des chanoines étant des nobles du Dauphiné, Philippe rédige en 1251 une clause actant que pour avoir droit à sa prébende, un membre du chapitre devait résider au moins six mois de l'année à Lyon. Cette clause risquait d'être défavorable aux Dauphinois, aussi Philippe ajoute-t-il un paragraphe précisant qu'accompagner l'archevêque dans ses déplacements pouvait être assimilé à la résidence. Par cet ajout, il espère se concilier les bonnes grâces de cette partie des chanoines.
Progressivement, l'archevêque s'éloigne des chanoines, se réfugiant de plus en plus, puis, de manière permanente dans son château de Pierre Scize. Cet équilibre, de plus en plus instable, s'effondre au débat du XIVe siècle avec l'intégration de la ville au royaume de France et la fondation de la commune lyonnaise.

### Les chanoines seigneurs effectifs de Lyon: conflits avec l'archevêque et les bourgeois

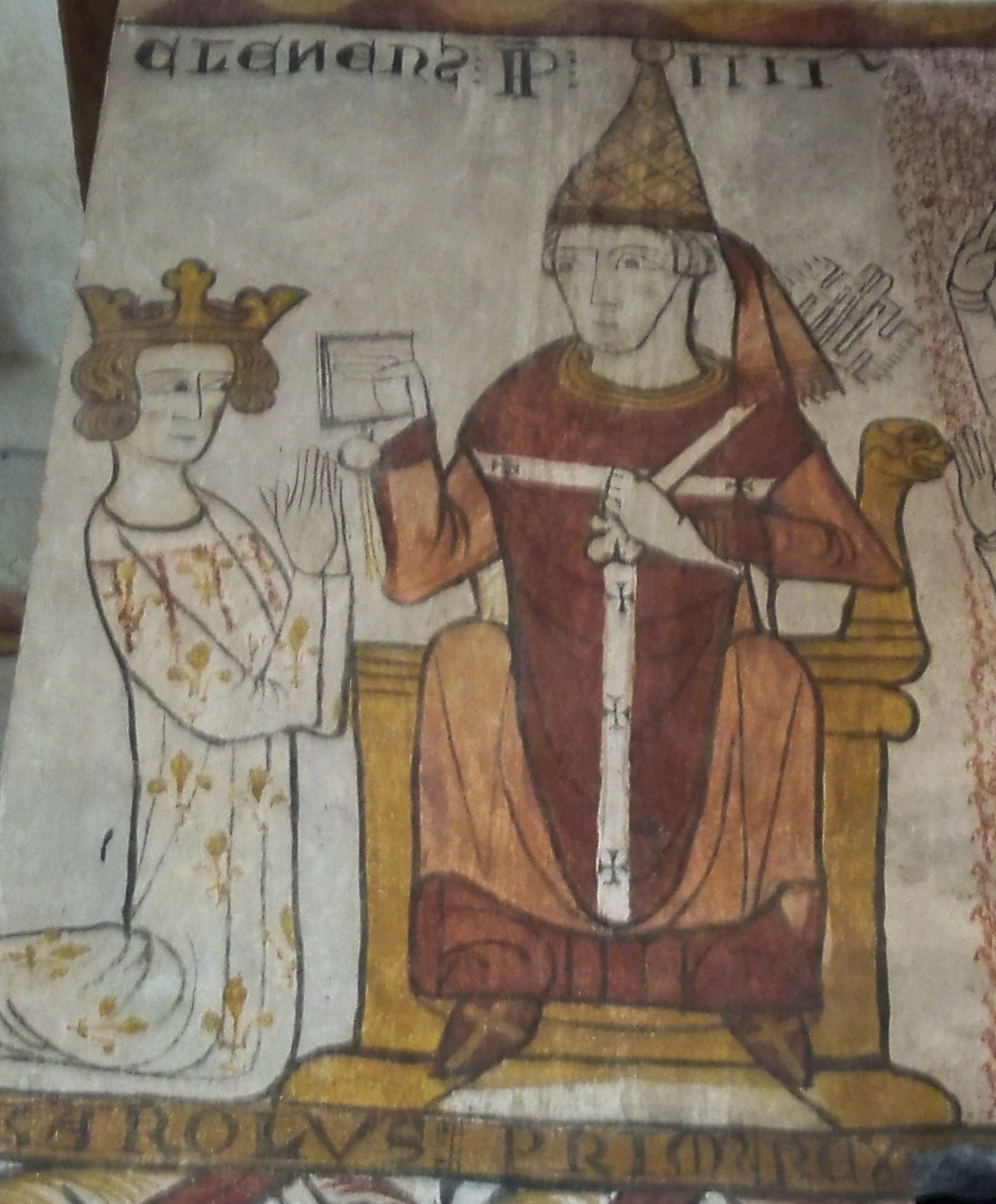
Charles Ier de Sicile (sur la gauche) et Clément IV.

Les relations entre le chapitre cathédral et les bourgeois sont conflictuelles durant tout le XIIIe siècle. Les principaux griefs que les Lyonnais font aux chanoines sont l'exercice de la justice séculière, la juridiction spirituelle et la collation du droit d'enseigner. Lors de la première révolte bourgeoise de 1208, le chapitre n'est pas mis en avant, il est pleinement associé à l'archevêque Renaud de Forez aux problèmes et aux actes de pacification.

#### Le conflit entre les chapitres Saint-Jean et Saint-Just et les citoyens lyonnais

##### Les prémices: 1267
Le chapitre cathédral est soudainement porté aux affaires par un concours de circonstances. En 1267, après un long règne indigne, le fort peu pieux Philippe de Savoie démissionne du siège archiépiscopal pour préparer son accession au trône de Savoie. Or le chapitre ne parvient pas à s'entendre sur un candidat et c'est finalement Clément IV qui désigne l'évêque d'Auxerre, Guy. Mais celui-ci refuse, l'affaire traîne et le pape décède en novembre 1268 avant d'avoir pu désigner une autre personne. Le collège des cardinaux met ensuite trois ans pour désigner son successeur. Ainsi en tout, la cité lyonnaise se retrouve sans archevêque sur une période de quatre ans. Comblant cette absence, les chanoines vont prendre la main pour diriger la ville.
Or, le collège des chanoines est à cette époque très impopulaire auprès de la population, bourgeois comme petit peuple. On leur reproche les abus commis grâce au pouvoir judiciaire qu'ils tiennent en partage avec l'archevêque et la fermeture de l'accès au chapitre, réservé à présent aux seuls nobles. Enfin, la bourgeoisie lyonnaise souhaite disposer d'une franchise, avec d'autant plus de force que de nombreuses villes avoisinantes en ont obtenue une. le collège des chanoines est également aux prises avec le représentant du roi de France : le bailli de Mâcon. Celui-ci, profitant également de l'absence de l'archevêque, s'immisce dans des règlements judiciaires au profit des bourgeois. Les chanoines réagissent et obtiennent de Clément IV, en décembre 1267, une remontrance envoyée à Louis IX. Un accord se conclut entre les bourgeois et le chapitre le 2 février 1268, sous les auspices du pape. Le chapitre cathédral se résout à renoncer à des prétentions judiciaires indues sous la pression du souverain pontife. Mais son décès remet en question l'équilibre fragile.

##### Le conflit armé: 1269-1270

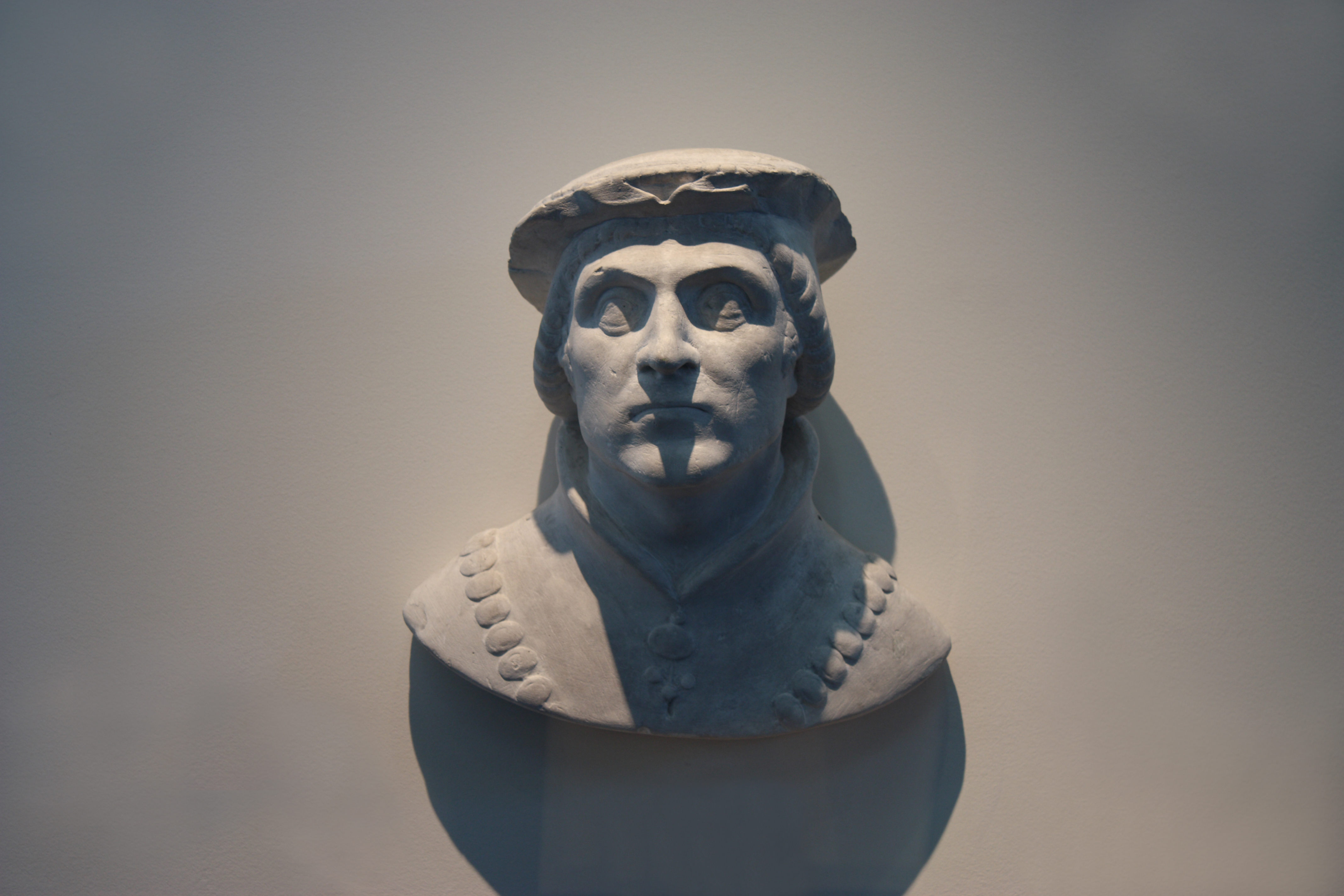
Humbert Ier de Viennois, allié des bourgeois lyonnais.

Sans que l'on ait de détails, la tension monte entre la population et l'élite ecclésiastique. On apprend ainsi qu'au début de 1269, les bourgeois demandent les clefs des portes de Trion et de Saint-Irénée au chapitre de Saint-Just. Celui-ci se plaint auprès de l'évêque d'Autun Girard de La Roche de Beauvoir qui donne raison au chapitre. L'annonce de la sentence épiscopale, en avril 1269, provoque une courte émeute la nuit suivante. Cet épisode montre la force des crispations qui habitent la population lyonnaise. Or, au mois de mai, pour des raisons mal connues, les hommes du chapitre Saint-Jean enlèvent un riche marchand, Nicolas Amadour, puis six citoyens arbitrairement. La réaction est rapide ; le peuple se presse près du quartier canonial et se fait menaçant. Rapidement, les chanoines fuient dans le quartier Saint-Just, qui dispose d'une muraille bien plus puissante. La première attaque contre les murailles de Saint-Just a lieu en juin, et les chanoines font rapidement appel au comte du Forez Renaud. Ils lui promettent l'extinction d'une dette que des bourgeois tiennent sur lui et le partage de l'indemnité que les chanoines espèrent obtenir. De leur côté, les bourgeois lyonnais disposent d'un allié, le sire de la Tour du Pin, Humbert Ier de Viennois, qui bloque la route de Fourvière.
Devant l'arrivée du comte Renaud II de Forez, les Lyonnais renforcent rapidement les murailles du nord de la cité. Puis, deux semaines plus tard, le 27 juin, ils acceptent une trêve proposée par les deux chapitres. Elle est signée par soixante bourgeois et garantie, du côté des chanoines, par le comte du Forez et le sire de Thoire-Villars, Humbert III ; du côté des laïcs par les sires de la Tour du Pin et de Montluel. Toutefois, cet arrêt des hostilités n'efface pas les griefs que les uns ont contre les autres et les citoyens en appellent à une autorité extérieure pour trancher sur le fond. Ils invoquent l'évêque d'Autun Girard de La Roche de Beauvoir, le légat pontifical en France et le roi de France Louis IX. C'est la première fois que les Lyonnais en appellent à une force extérieure à leur ville. Par ailleurs, dans le texte de la demande, deux chanoines signent la sollicitation. Ils se sont donc désolidarisés de leurs confrères ; ce sont Simon Palatin et surtout le sénéchal Hugues de la Tour, frère du seigneur allié des Lyonnais. Jacques Rossiaud pense que ce dernier personnage, le plus important du point de vue juridique en l'absence de l'archevêque, est lié aux nouvelles formes de sociabilités qui émergent à Lyon lors de ce conflit. Il aurait pu autoriser la fondation de confrérie, permettant aux Lyonnais d'inaugurer des formes d'organisations nouvelles, qui leur permettent de s'unir contre les chanoines.
L'évêque d'Autun se prononce finalement contre les Lyonnais, leur demandant de se soumettre au chapitre, de lui rendre les clefs des portes, de détruire les défenses érigées et de retirer les chaînes. De même, il fulmine contre leur « universitas », qui est probablement liée aux confréries, et leur demande de la dissoudre. Comme un mois après sa demande de reddition, les Lyonnais refusent de reconnaître son arbitrage, il les menace le 20 juillet d'excommunication et de mettre la ville en interdit. Les Lyonnais refusent cette sentence et après l'été les assauts reprennent contre le cloître de Saint-Just, jusqu'en novembre.
Lors de cette deuxième phase du conflit, les citoyens lyonnais sortent également de la ville pour s'attaquer violemment aux possessions des chapitres ; à Civrieux, Genay et Écully. Dans cette dernière, ils brûlent l'église où s'étaient réfugiés des habitants. En novembre, l'évêque d'Autun réunit à Belleville Guy d'Auvergne, archevêque de Vienne, Guy de la Tour du Pin, évêque de Clermont et frère du sénéchal Hugues, et l'évêque du Puy, Guillaume de La Roue. Ils étudient plusieurs rapports d'enquête sur la situation lyonnaise et les exactions commises par les rebelles. Ils proclament contre les insurgés les excommunications et l'interdit,.

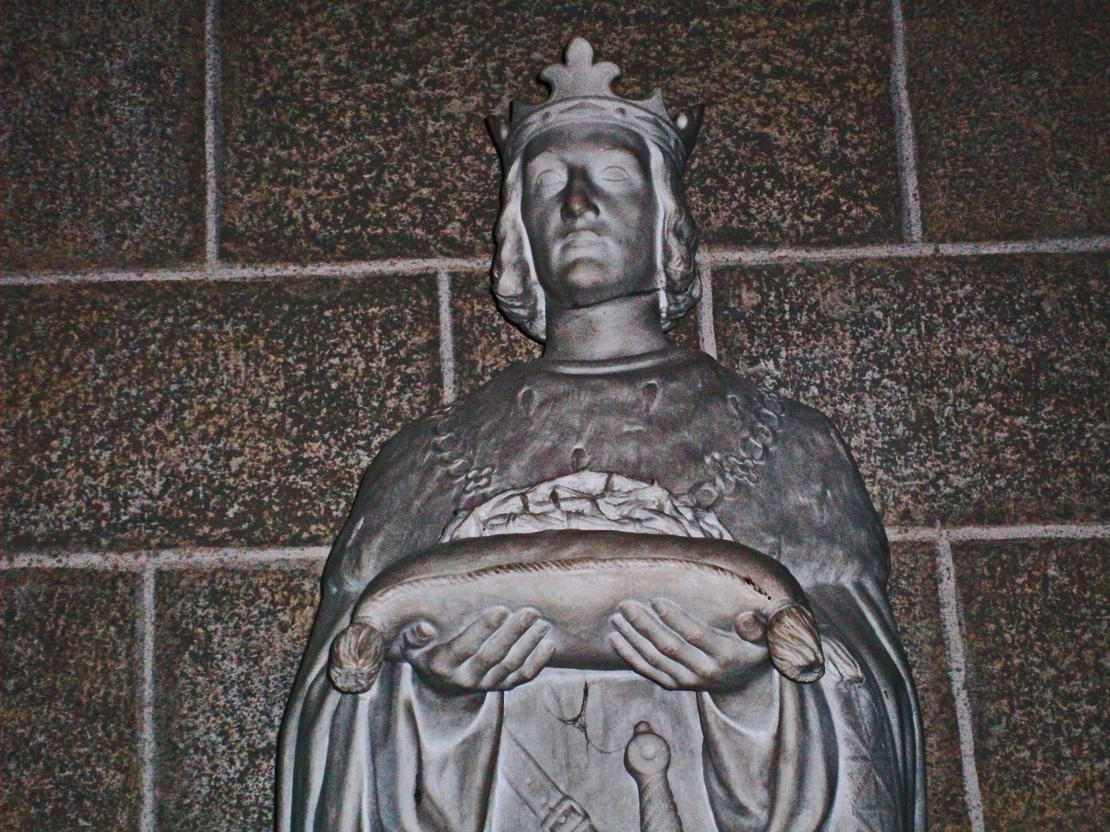
Saint Louis.

Les Lyonnais ne se soumettent toujours pas, mais renouvellent leur demande d'arbitrage auprès du roi de France, qui cette fois-ci les écoute. Lui et le légat pontifical envoient des représentants et obtiennent un accord de la part des deux parties le 22 janvier 1270. Les représentants sont Jean le Coc, chanoine de Nevers et Gui le Bas, chevalier,. Outre les signatures des représentants de chaque camp, l'accord est contresigné par le comte du Forez pour le chapitre et le sénéchal Hugues et son frère Albert de la Tour du Pin pour les citoyens lyonnais. Les arbitres de l'accord sont le représentant du roi et le légat pontifical ; ils sont acceptés par les deux parties. Ils demandent d'un côté la remise de la ville dans l'état dans lequel elle était avant le conflit, et de l'autre la levée des excommunications et de l'interdit. Les deux commissaires commencent par obtenir, le 3 avril, l'assurance que les Lyonnais accepteraient toutes les décisions des arbitres. Le même mois, Louis IX, passe à Lyon pour aller en croisade. Chaque partie rédige et soumet aux arbitres des mémoires pour exposer ses positions, mais dans le même temps, les Lyonnais ne réduisent pas leurs défenses comme promis, et les chanoines ne demandent donc pas la levée des sanctions religieuses, malgré des relances répétées de la part des commissaires.

##### Le règlement du conflit

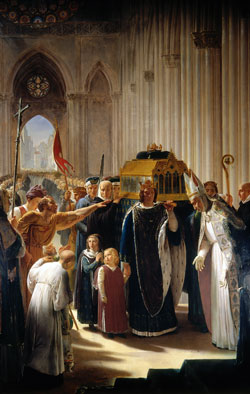
Philippe III ramenant la dépouille de Louis IX, tableau du XVIIIe siècle.

Lorsque le cortège funèbre rapportant la dépouille du roi remonte le Rhône, l'évêque d'Autun lève l'interdit pour qu'elle puisse reposer dans la cathédrale Saint-Jean le 30 avril. Mais la sanction ecclésiastique retombe dès l'équipage mortuaire reparti. Toutefois, les Lyonnais profitent du passage de l'héritier Philippe III pour lui demander de les prendre sous sa garde. Il accepte en mai ce qui ramène la paix de manière plus durable. Le 17 juillet, les arbitres (l'évêque de Clermont et le trésorier du chapitre d'Évreux) publient l'accord décidé. Les chapitres doivent donner à deux citoyens les clefs des portes du Pont-du-Rhône, de Saint-Marcel, de Saint-Georges et de Bourg-Neuf. En échange, les bourgeois lyonnais doivent détruire tous leurs ouvrages militaires, et abandonner leur organisation, la « commission des Douze ». Les Lyonnais se plient manifestement à ces demandes car l'évêque d'Autun révoque ses sentences d'excommunication et d'interdit,.
Mais l'évènement le plus important de cet épisode est que des agents du roi sont à présent en ville pour soutenir les bourgeois dans leurs démêlés judiciaires avec le chapitre. Philippe III y envoie un juge et un viguier, assistés de sergents. Le chapitre voit également les Lyonnais, loin de dissoudre leurs assemblées, se réunir pour désigner trois d'entre eux pour aller auprès du roi pour soutenir leur cause. Plus important, cette désignation se fait par écrit avec un sceau, marque essentielle d'indépendance politique. Un premier résultat de ces efforts est la condamnation du chapitre par le parlement à la Toussaint 1271 pour avoir entravé les agents royaux à Lyon.

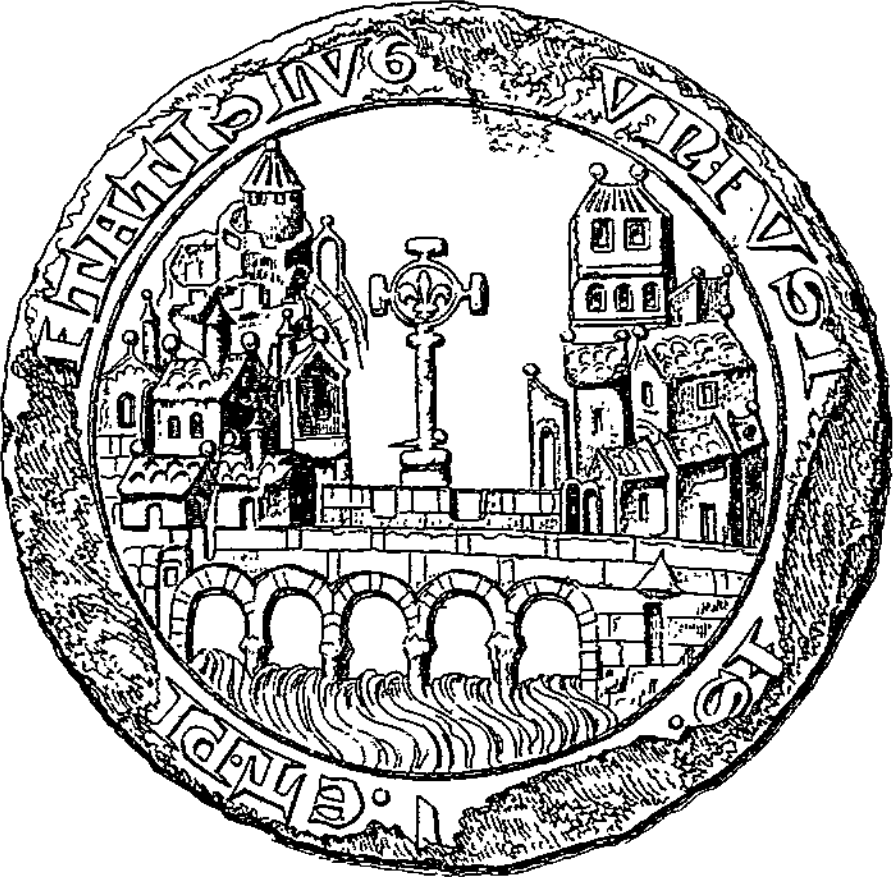
Premier sceau de la ville de Lyon, 1271.

Mais la nomination en 1272 d'un nouvel archevêque de Lyon change la donne. Pierre de Tarentaise est forcé de se déclarer personnellement fidèle du roi de France, et récupère en échange la plénitude de ses droits judiciaires. Les agents royaux quittent la ville à la fin de l'année. Le parlement de Paris déboute alors les Lyonnais de toutes leurs demandes l'année suivante, en mai 1273, au motif qu'ils n'ont pas le droit de constituer de « communauté » ou d'« université », de prendre un sceau et de tenir des assemblées. De même, la papauté, qui avait tenté de tenir un rôle équilibré, prend alors fait et cause pour le chapitre, invoquant le fait que les Lyonnais n'ont pas détruit les fortifications qu'ils avaient érigées. Grégoire X charge trois prélats de la région (les archevêques de Besançon, Eudes de Rougemont, d'Embrun, Melchior et de Tarentaise, Pierre Grossi du Châtelard (pms)) de contraindre les Lyonnais sous la menace d'une nouvelle excommunication. De fait, Grégoire X, qui désire réunir un nouveau concile général a choisi Lyon pour sa réunion et souhaite donc que la cité soit pacifiée et solidement entre les mains de l'archevêque.
Les chanoines s'enhardissent et entament un procès fin 1273 - début 1274 contre les deux des leurs qui avaient soutenu les bourgeois : le sénéchal Hugues de la Tour et le chanoine Simon Palatin. Ils les rendent responsables de l'insurrection et réclament contre eux de fortes amendes. Ils les excluent du chapitre,.
Ce conflit est alors occulté par le concile Lyon II. À partir de la fin de l'année 1273 et durant toute l'année 1274, la cité est rythmée par le concile, et aucun incident particulier ne s'y déroule entre les bourgeois et les chanoines. Après le concile, Grégoire X reste en ville et impose une conciliation à toutes les parties. La bulle pontificale du 11 novembre 1274 tranche alors pour imposer une paix durable. Il supprime tout droit juridique au chapitre pour remettre l'ensemble des prérogatives judiciaires à l'archevêque. Il supprime ainsi une des revendications fortes des bourgeois. De plus, il impose au chapitre de rétablir dans sa charge et ses droits le sénéchal Hugues de la Tour et le chanoine Simon Palatin. Enfin, il impose aux Lyonnais la destruction des fortifications illégales, l'interdiction de toute action commune, l'utilisation d'un sceau et une amende. Il est difficile de savoir jusqu'à quel point les Lyonnais obéissent à l'injonction du pape. Ils remettent plusieurs fois le paiement de l'amende et finissent par obtenir du chapitre son abandon.

#### Une tardive réconciliation face à la menace royale
Vers 1290, l'archevêque et le chapitre comprennent tardivement que, face aux ambitions territoriales de Philippe le Bel, ils doivent s'unir. Celui-ci, en effet, désireux d'intégrer Lyon à son domaine, se déclare en 1292 « protecteur de la ville ». Leur seul espoir, vu la disproportion des forces, est de faire appel au pape, à l'époque Nicolas IV, qui envoie deux cardinaux-légats présider à cette réconciliation. Mais les tractations échouent en 1292 ; cependant, Lyon reste un sujet de friction très important entre le pape et le roi : en effet, un des deux légats envoyés comme émissaires est ensuite élu pape sous le nom de Boniface VIII, qui ne manque pas de rappeler ses agissements à Philippe le Bel, notamment dans la bulle Ausculta fili de 1302. Une dizaine d'années plus tard, la papauté est rapidement réduite au silence par Philippe le Bel, qui l'enferme en Avignon et fait couronner Clément V à Lyon, en novembre 1305.

### Faits notables après le Moyen Âge central
En 1741, Pierre Guérin de Tencin, archevêque de Lyon réunit le chapitre des chanoines de l'Île Barbe à celui du chapitre cathédral.
À la Révolution, le chapitre est bien entendu dissous, alors que les deux églises Saint-Étienne et Sainte-Croix, symboles du pouvoir des comtes de Lyon, sont détruites. Après le concordat, les chanoines sont remis en place, mais ils perdent leur titre de comtes de Lyon et tout pouvoir politique. Leur seul pouvoir reste religieux et plus particulièrement liturgique : ils sont les garants de l'intégrité du rite lyonnais. Dans ce domaine, leur capacité d'action sont encore importantes. Ainsi, contrairement à la plupart des grandes cathédrales françaises, mais à l'instar de la plupart des églises du diocèse, jusqu'au milieu du XIXe siècle, la primatiale de Lyon ne possède pas d'orgue, le rite lyonnais en proscrivant l'usage : « Ecclesia lugdunensis non utitur organis ». L'introduction dans la primatiale d'un orgue, voulue par Louis-Jacques-Maurice de Bonald, ne se fait pas sans difficulté. Le chapitre se heurte à cette volonté affichée et délibérée de « normaliser » le culte particulier à la capitale des Gaules. Aussi le nouvel archevêque, ultramontain mais avec modération, use-t-il de diplomatie en décidant de ne pas acheter l'instrument, mais de le louer dans un premier temps. Par ailleurs, il s'agit d'un orgue modeste, ne comptant que quinze jeux ; et surtout, il ne pèse pas sur les finances du diocèse car le prélat le commande sur ses propres deniers.

### Les chanoines, bénéficiaires ecclésiastiques
Au siège épiscopal ainsi qu'au chapitre canonique se rattachent un certain nombre de prébendes (la prébende consistait en un partage de la mense épiscopale, destinée à l'entretien des chanoines). Le chapitre acquiert un pouvoir suffisant pour qu'il soit affirmé en août 1241 que « Nulle part dans la province de Lyon, un archevêque ou un évêque ne confère seul les prébendes d'une église cathédrale ».
Ces bénéfices sont tellement intéressants que les seigneurs des environs, même importants, cherchent à se faire admettre dans le chapitre. Ainsi, en 1230, Pierre II de Savoie sollicite un bénéfice du chapitre, qui lui est refusé par les chanoines ; ce refus leur vaut d'ailleurs une excommunication prononcée par Grégoire IX. Le pape lui-même — Innocent IV, lors de son séjour à Lyon entre 1244 et 1251 — cherche à pourvoir certaines prébendes de son propre chef, sans passer par l'assentiment du chapitre ; il est débouté de ses demandes, avec une certaine violence.

## Structure

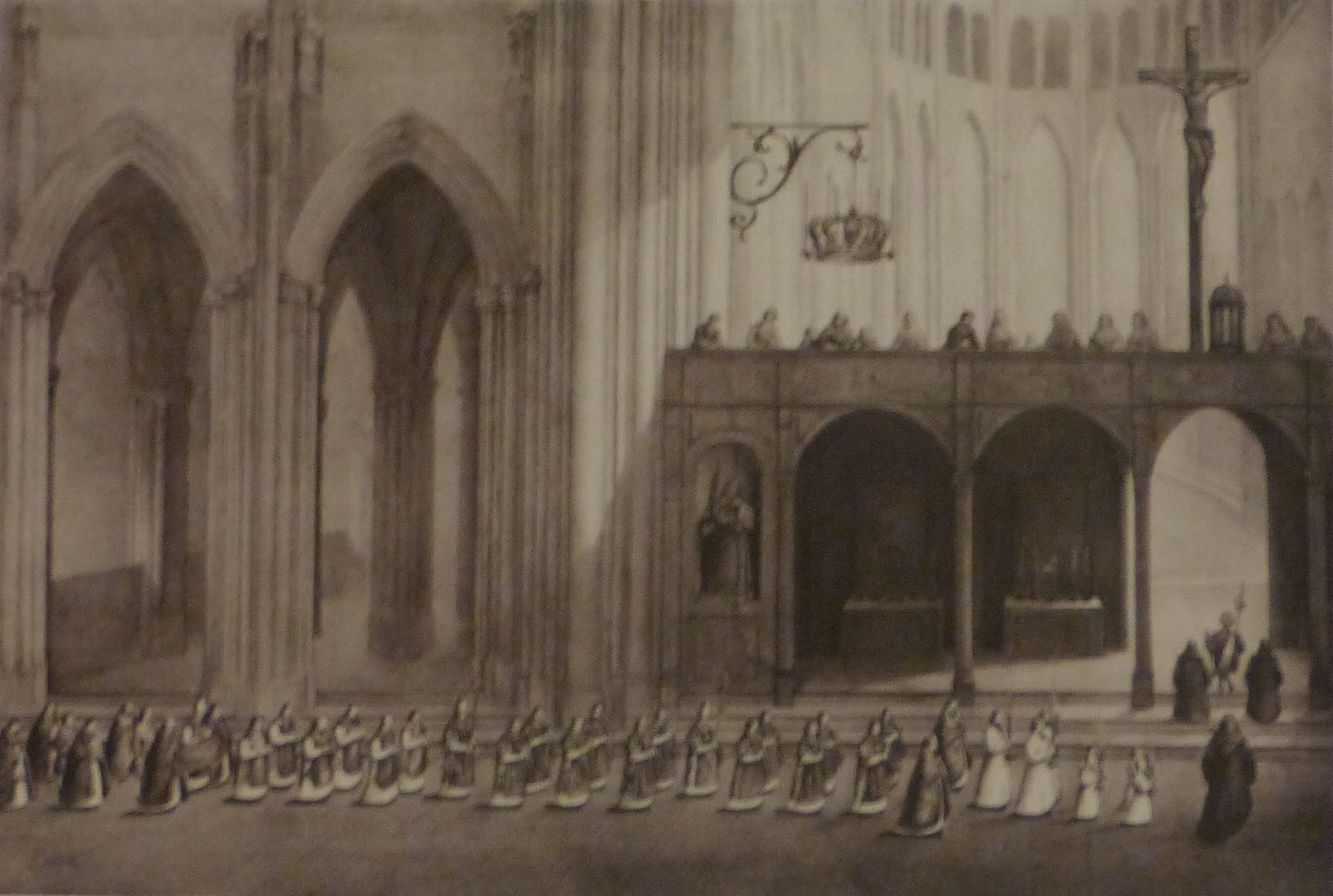
Procession liturgique des chanoines passant devant puis sous le jubé pour entrer dans le chœur ; reconstitution datant du XIXe siècle, dessinée par Jean-Baptiste Marduel.

Les sources ne permettent de connaître avec une certaine précision le fonctionnement du chapitre cathédral qu'à partir du XIIe siècle. Parmi les chanoines, dont le nombre officiel fluctue et n'est même pas toujours parfaitement respecté, un certain nombre dispose de dignités nommées « personnats » et bénéficie ainsi de pouvoirs importants au sein de l'institution,. À partir du XIVe siècle, et contrairement à d'autres chapitres de chanoines, l'entrée dans celui de Lyon exige la production de titres de noblesse. Cette exigence ne vient qu'officialiser une pratique déjà largement répandue depuis plusieurs siècles.
À côté de ces chanoines de haut rang vivent de simples clercs ne disposant pas de dignités particulières. En tant que chanoines, ils font partie du corps et participent à la division des terres. Dans le cloître et intégrés également au corps du chapitre se trouvent encore les incorporés. Sorte de « chanoines de second ordre », ils ont des fonctions précises. Ce sont les quatre custodes (à ne pas confondre avec le custode pleinement chanoine, lui), un théologal, sept chevaliers de l'Église et entre douze et vingt perpétuels.

### Vie de prière au Moyen Âge

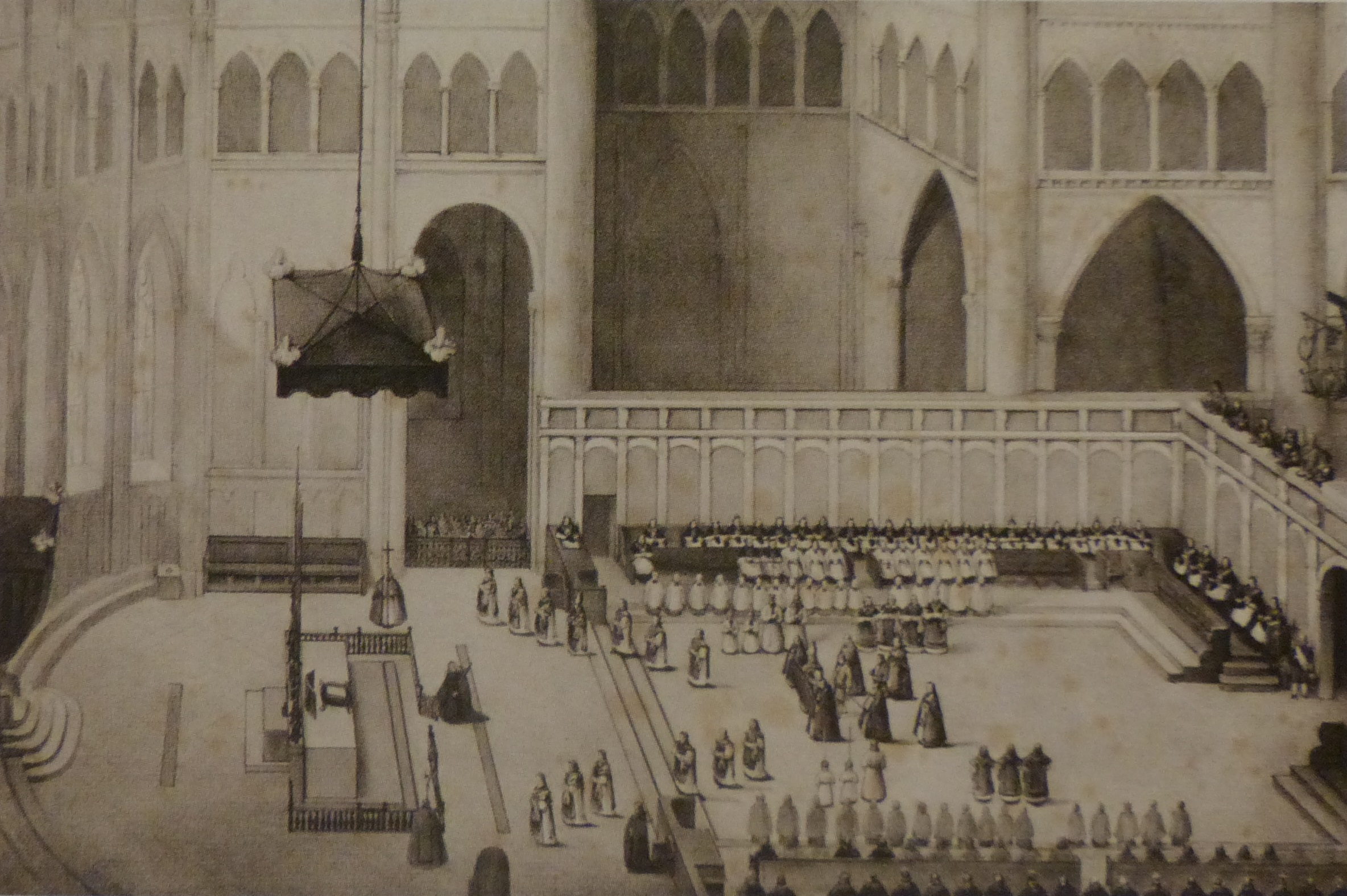
Office liturgique dans la cathédrale (reconstitution datant du XIXe siècle, dessinée par Jean-Baptiste Marduel) : le jubé sépare le chœur, où officient les chanoines, de la nef, prévue pour le peuple.

Malgré leur goût du pouvoir, les chanoines sont avant tout censés être au service de la liturgie cathédrale. Mais ce service les met, dans l'esprit de l'époque, à part du peuple : le jubé sépare les chanoines, qui sont dans le chœur, de l'assemblée qui prie dans la nef. Le jubé est détruit par les troupes du baron des Adrets, mais les chanoines sont tellement attachés à leurs pratiques liturgiques qu'un mur de remplacement en maçonnerie provisoire, haut de trois mètres, est bâti dès 1573 (donc encore en pleines guerres de religion). Dès qu'une certaine stabilité politique et des moyens plus importants, en 1581, le jubé est reconstruit dans le style de l'époque et durera jusqu'à sa destruction (définitive, cette fois), à la Révolution. D'autres chapitres cathédraux de France essaient de modifier cet arrangement aux XVIIe et XVIIIe siècles, mais celui de Lyon, particulièrement conservateur, refuse tout accommodement. En conséquence, le peuple lyonnais ne considère pas la cathédrale comme « son » église : c'est Saint-Nizier qui jouait ce rôle.
SI le chapitre prie régulièrement dans la cathédrale, l'église qui lui est dédiée est la petite église Saint-Étienne située entre la cathédrale et Sainte-Croix, c'est-à-dire, du milieu du Moyen Âge à la Révolution, le baptistère.
L'usage lyonnais, jusqu'aux réformes de Antoine de Malvin de Montazet (voir paragraphe ci-dessous) est que les chanoines chantent par cœur la totalité de l'office. À cette fin, les chanoines étaient formés dès leur enfance à la récitation de l'office divin.
La liturgie cathédrale est aussi le lieu de crispation de l'identité particulière de Lyon dans le christianisme : c'est le lieu par excellence de l'expression du rite lyonnais, un des rites particuliers de l'Église catholique. Cette particularité liturgique donne aux chanoines une relative autonomie vis-à-vis des instances françaises d'une part, et donc de l'absolutisme, et de Rome d'autre part. Ces deux tendances sont donc combattues aux XVIIIe et XIXe siècles. Sous la monarchie absolue, tout régionalisme étant malvenu, Antoine de Malvin de Montazet impose aux chanoines une liturgie « parisienne » que ni eux ni le peuple n'apprécient. En 1864, après des mois de tractations et la signature d'une pétition rassemblant 1 420 prêtres du diocèse sur 1 463, par le bref du 17 mars 1864, Pie IX supprime ce rite particulier,.

### Théologie
Les chanoines du chapitre médiéval ne sont pas que des seigneurs préoccupés d'affaires économiques et politiques, ni même uniquement les chantres d'une liturgie parfaitement réglée. Ils développement également une étude théologique. Ainsi, au début du XIIe siècle, ils sont opposés à saint Bernard dans une querelle théologique où ils défendent l'Immaculée Conception quand Bernard la conteste.

### Les personnats

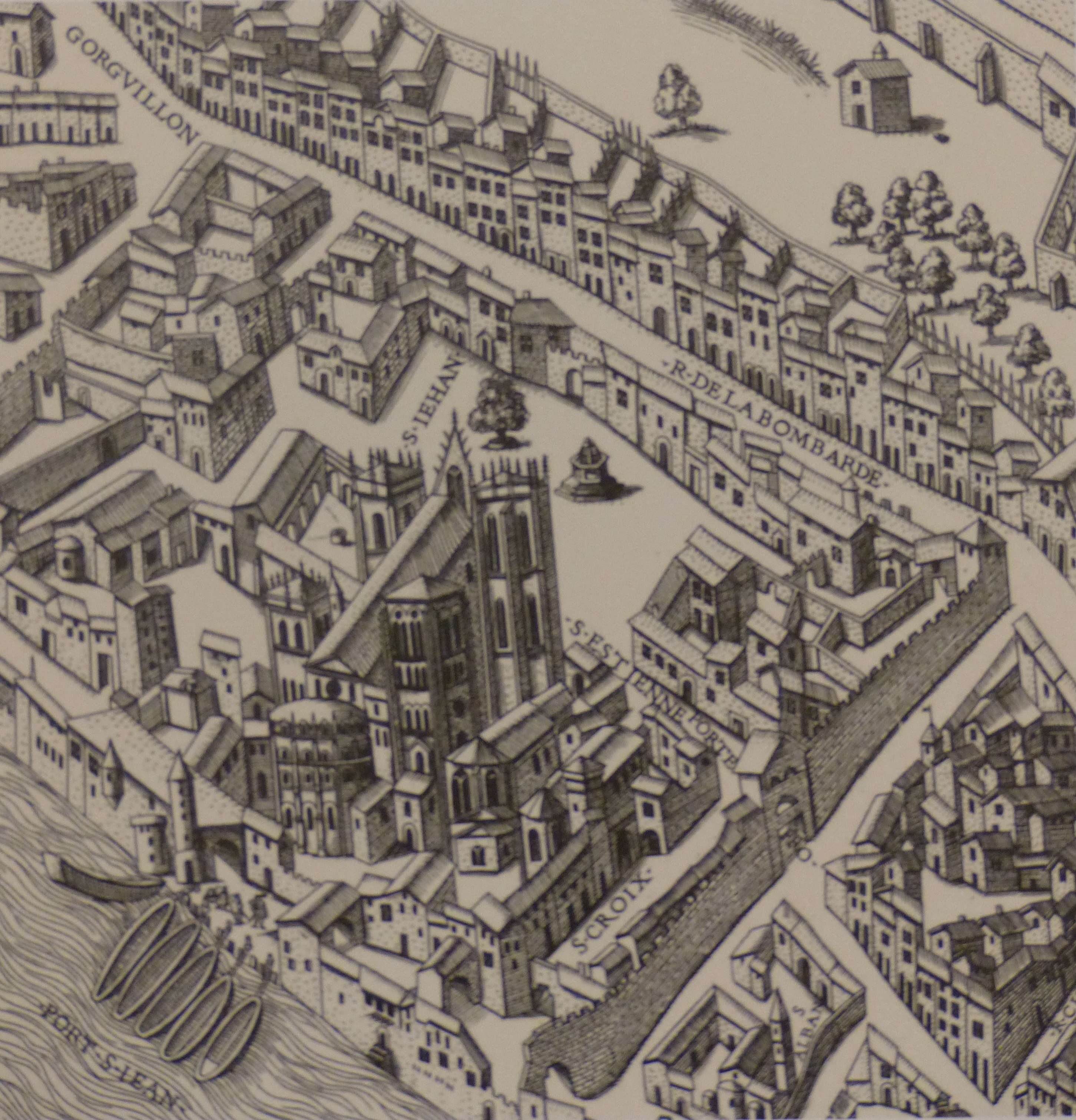
Le groupe épiscopal vers 1550.

Quelques dignités ont progressivement disparu : l'abbé et le prévôt disparaissent au XIIe siècle ; le sénéchal de l'église à la fin du XIIIe siècle. L'ordre hiérarchique fixé par les règlements au début du XIVe siècle est le suivant :

#### Le doyen
Le premier parmi les chanoines est le doyen, le chef du chapitre. Il préside les séances et gère les affaires les plus importantes.

#### L'archidiacre
Le rôle de l'archidiacre est de s'assurer de la conservation et de la protection du domaine temporel du chapitre. Cette charge est d'une grande importance, plusieurs de ceux qui l'ont exercé deviennent archevêque.

#### Le précenteur et le chantre
Le précenteur et le chantre règlent le déroulement des offices et le chant qui l'accompagne.

#### Le chamarier
Dirigeant la garde du cloître, de ses portes et de ses murailles, le chamarier gère les dépenses du chapitre. Il possède également les clefs des portes du cloitre, et fait la police de l'ensemble.

#### Le sacriste et le custode
Le sacriste et le custode ont en charge la célébration du culte, avec l'emploi des cloches et du luminaire. Le sacriste dirige le culte dans la cathédrale Saint-Jean, le second dans l'église Saint-Étienne. Il existe jusqu'au XIIIe siècle un personnat qui est « maître du chœur », dirigeant également les cérémonies du culte dans Saint-Jean. Au XIIe siècle, il disparaît de la liste des personnats pour n'être plus qu'un chanoine commun.

#### Le sous-maître
Appelé aussi « maître des enfants », il est chargé d'instruire les petits clercs.

#### Le prévôt de Saint-Thomas
Le prévôt de Saint-Thomas de Fourvière est créé en 1192, il est le chef du chapitre de l'église de Fourvière.

### Les incorporés
À côté des chanoines propres vivent des personnes disposant de postes inférieurs, désignés sous le terme d'incorporés.

#### Les chevaliers de l'église
Les chevaliers de l'Église ont pour rôle de défendre le cloître Saint-Jean. Jusqu'aux XIe – XIIe siècle, ils étaient des militaires. Puis, leur rôle évolue et ils deviennent des gradués en droit qui défendent la communauté devant les tribunaux.

#### Les perpétuels
Ce groupe de clercs a pour rôle d'assurer la pérennité du service divin.

### Les desserviteurs
Pour assister tous les chanoines et incorporés, entre cent et cent-cinquante religieux de rang inférieur, prêtre, diacre, sous-diacre ou simple clerc vivent également dans le cloître. Ils forment un corps modeste, mais doté également d'une hiérarchie. Les plus élevés d'entre eux forment le groupe des « habitués », qui aident dans le chœur les perpétuels à tenir le chant.

### Les serviteurs
Enfin, pour servir tous ces religieux, une foule de laïcs vivent également dans le cloître. Ils sont soit destinés à servir un haut dignitaire en particulier, soit affectés à un service commun (paneterie, échansonnerie...).

### Entrée dans le chapitre

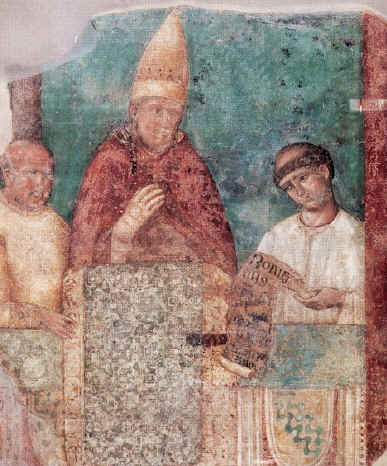
Boniface VIII (peinture de Giotto).

L'élection des nouveaux membres par les membres actuels est en tous les cas la règle au Moyen Âge central, jusqu'au XIIIe siècle où le pape s'immisce dans le processus à son profit.
La première tentative est celle de Grégoire IX qui souhaite introduire Béraud de Contaignet (un seigneur du Velay) en 1235. Le chapitre refuse fermement et l'opération échoue. Selon Matthieu Paris, Innocent IV aurait procédé lui aussi à des nominations forcées, mais Beyssac juge ceci peu vraisemblable.
La situation change avec l'arrivée sur le trône pontifical d'anciens membres du chapitre. Ainsi, Boniface VIII, arrivé sur le siège de Saint-Pierre après avoir été chanoine de Lyon pendant vingt ans, nomme plusieurs de ses proches au collège canonial, après l'avoir généreusement favorisé lors du conflit du chapitre avec la bourgeoisie lyonnaise. Son successeur Benoît XI confirme les nominations de Boniface et autorise l'archevêque de Lyon Louis de Villars à nommer chanoine deux de ses neveux : Jean de la Chambre et Humbert de Cossonay. Clément V, lui aussi ex-chanoine lyonnais, nomme très ouvertement de nombreux chanoines, et il est suivi dans ce mouvement par Jean XXII, dans une habitude qui pousse de nombreuses familles à aller solliciter Rome pour parvenir à ses fonctions.
Pour lutter contre ses abus, les membres du chapitre prennent plusieurs mesures règlementaires. La première est de fixer leur nombre à trente-deux, pour éviter la dispersion des bénéfices entre trop de récipiendaires. Cette décision du 2 novembre 1321, ils ont du mal à la faire respecter par la papauté. Rome n'approuve cette disposition que le 6 février 1348, mais certains papes passent tout de même outre. Le nombre ne se stabilise qu'à la fin du XVe siècle à trente-trois, et repasse enfin à trente-deux en 1620. Pour reprendre la main sur la nomination des nouveaux membres, les chanoines établissent le 22 août 1370 une disposition qui donne le pouvoir à tous les membres, à tour de rôle, de nommer une personne de leur choix lorsqu'une place devient vacante. Ce système présentant de nombreux inconvénients, au premier duquel l'impossibilité par l'assemblée de contrôler à priori les nouveaux venus, est abandonné au XVe siècle.
Durant cette période de trouble de la fin du Moyen Âge, les chanoines prennent également l'habitude de permettre à l'un de leurs membres de pouvoir permuter leur charge avec une autre, sous réserve d'acceptation du nouveau venu par l'assemblée des chanoines.

## Fonctionnement quotidien: le système des obéances

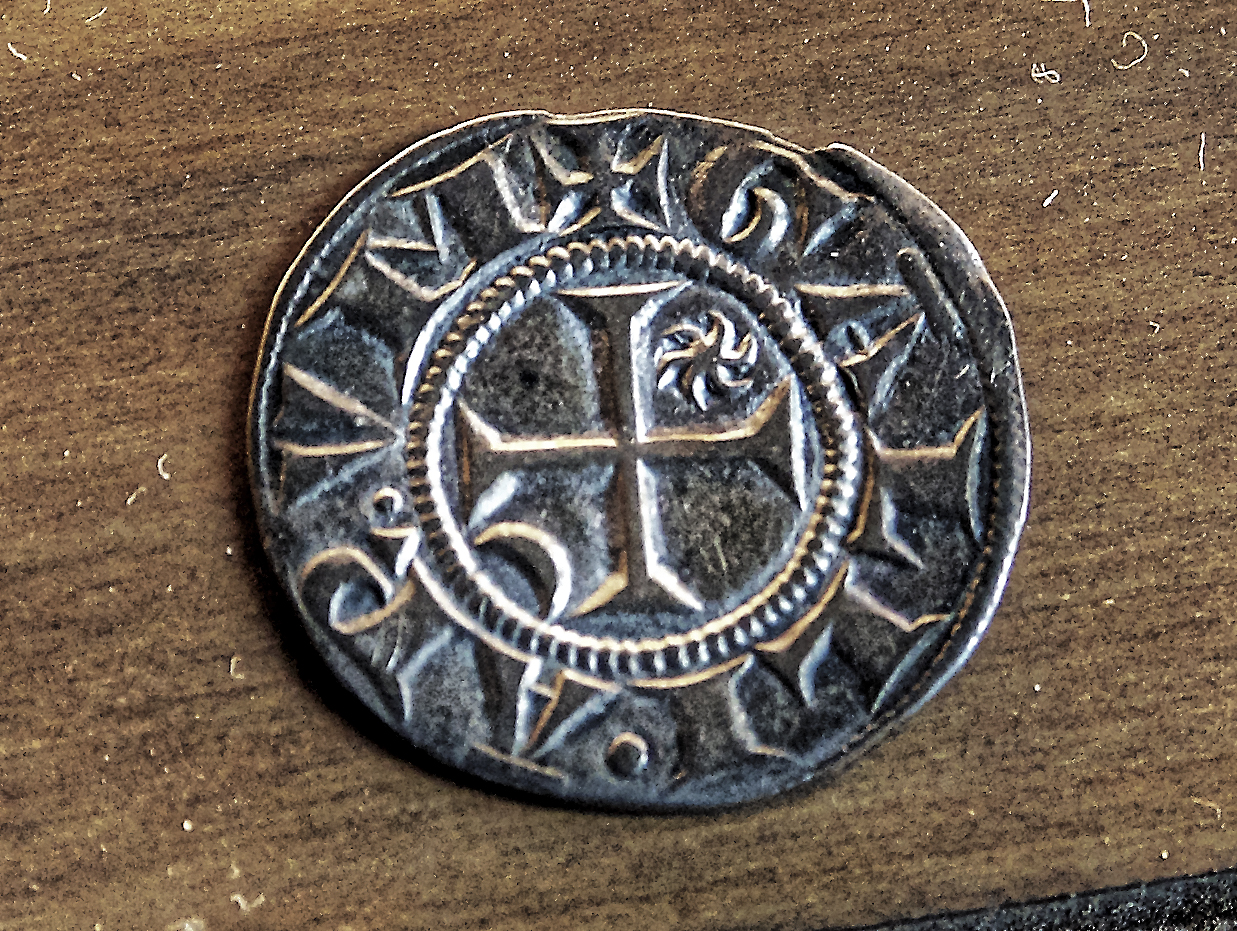
Fort lyonnais, monnaie anonyme frappée pour le compte de l'église de Lyon, conjointement entre l'archevêque et le chapitre de chanoine entre le. Médaillier du musée des beaux-arts de Lyon.

Le chapitre de Lyon dispose d'une coutume originale. Contrairement à la majorité des chapitres cathédraux pour qui chaque dignité est rattachée à une prébende déterminée, la mense capitulaire est répartie en « obéances » dont chacune peut être répartie sur plusieurs paroisses. Chaque chanoine dispose de revenus provenant de plusieurs obéances en commun avec d'autres chanoines. L'ensemble des parties d'obéances qui relèvent d'un chanoine est nommé sa « terre ». Ainsi, aucun chanoine ne dispose seul de revenus issus d'une même parcelle. Lorsqu'une terre devient libre pour cause de décès ou de départ, les différents éléments étaient répartis entre les chanoines restant lors d'une « division de la terre ». Chacune de ces divisions fait l'objet d'un procès-verbal écrit.
Sur les revenus de sa terre, chaque chanoine doit verser à la communauté les « reffusions », destinées aux dépenses communes. L'ensemble des reffusions, auxquelles s'ajoutent les apports exceptionnels tels les dons et legs, représente le « paye »,.
En théorie, les biens de l'archevêque et celles du chapitre sont clairement séparés ; mais en y regardant de plus près, les deux têtes de l'Église lyonnaise sont fortement liées. À chaque opération, les actes relatifs aux biens d'une partie sont approuvés par l'autre. La division des terres s'opère toujours « par les mains de l'archevêque ».
À la fin du XVIIe siècle, les chanoines pouvaient compter entre trois et huit mille livres de rente. Mais, sur ces sommes, chaque chanoine devait nourrir un certain nombre de prêtres, auxiliaires et divers clercs.

## De nos jours
Les chanoines sont aujourd'hui un groupe de prêtres au service de la cathédrale. Ils prient la liturgie des Heures et assurent les confessions. Toutes les dignités et rangs médiévaux ont été supprimés, seule demeure la fonction de doyen du chapitre. En 2011, il s'agit de Maxime Bobichon.

## Héraldique

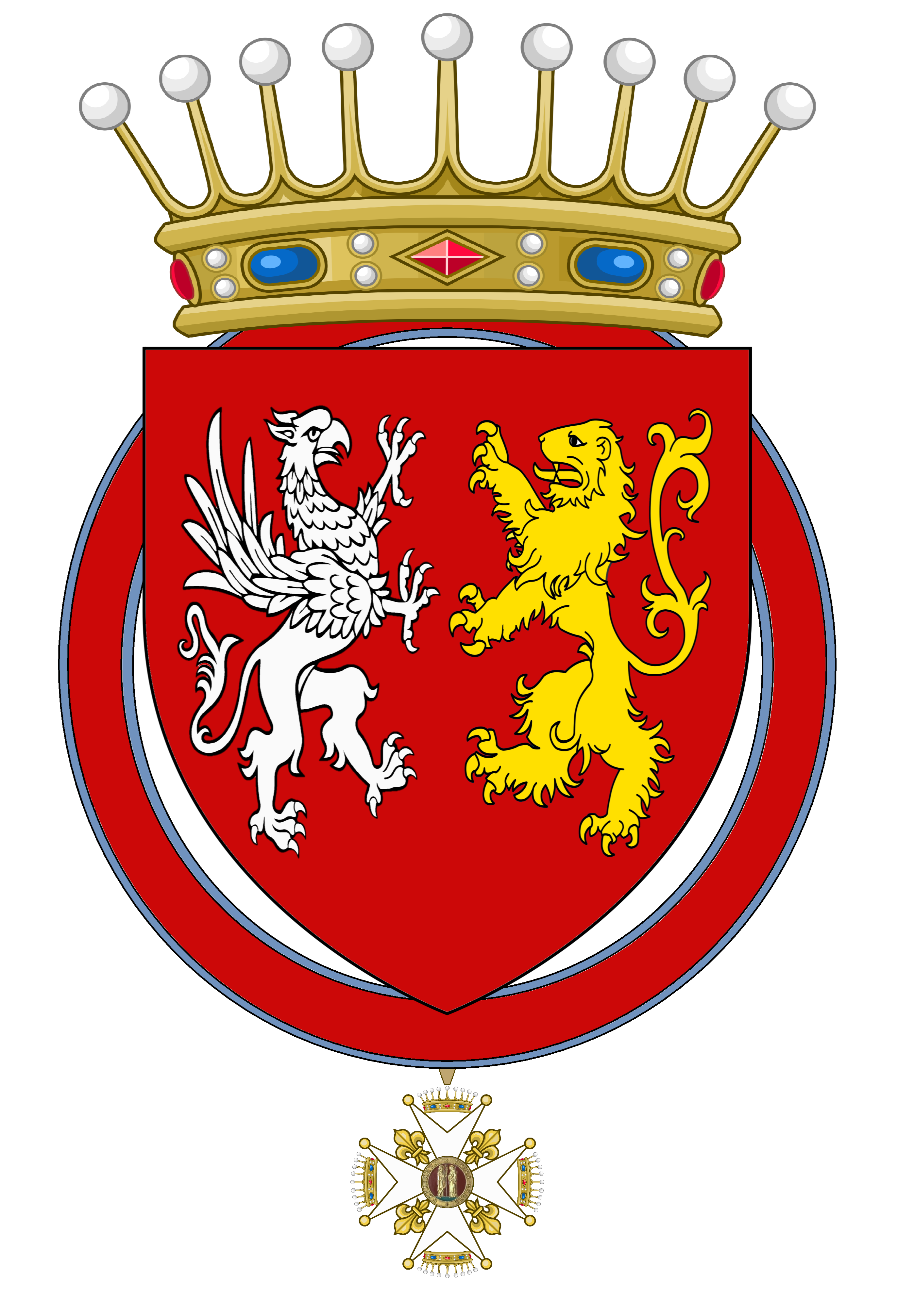
Chapitre primatial de Lyon : de gueules à un griffon d'argent et un lion d'or, affrontés; l'écu entouré du collier des comtes de Lyon, timbré d'une couronne de comte.

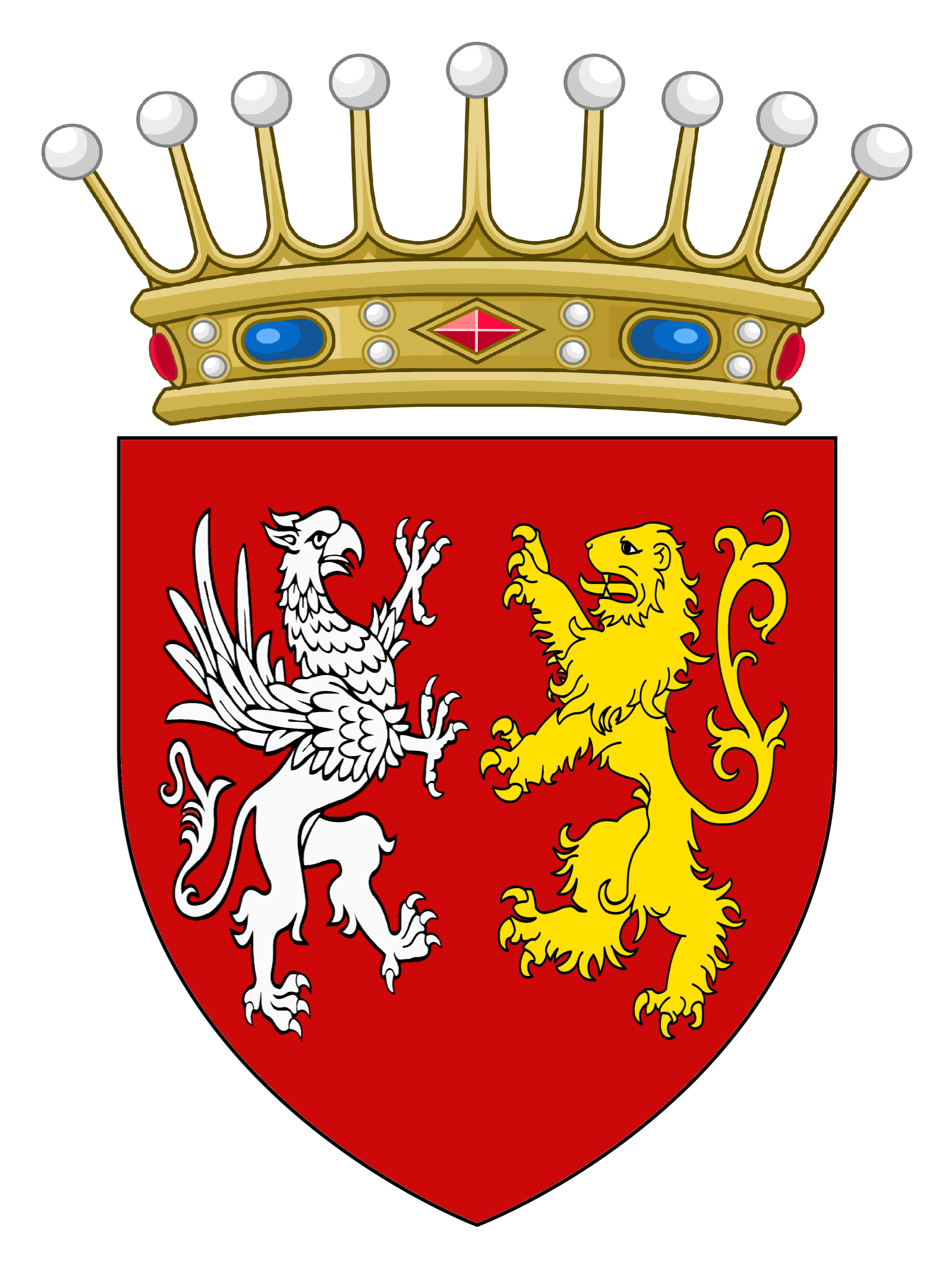
Chapitre primatial de Lyon : de gueules à un griffon d'argent et un lion d'or, affrontés; l'écu timbré d'une couronne de comte.

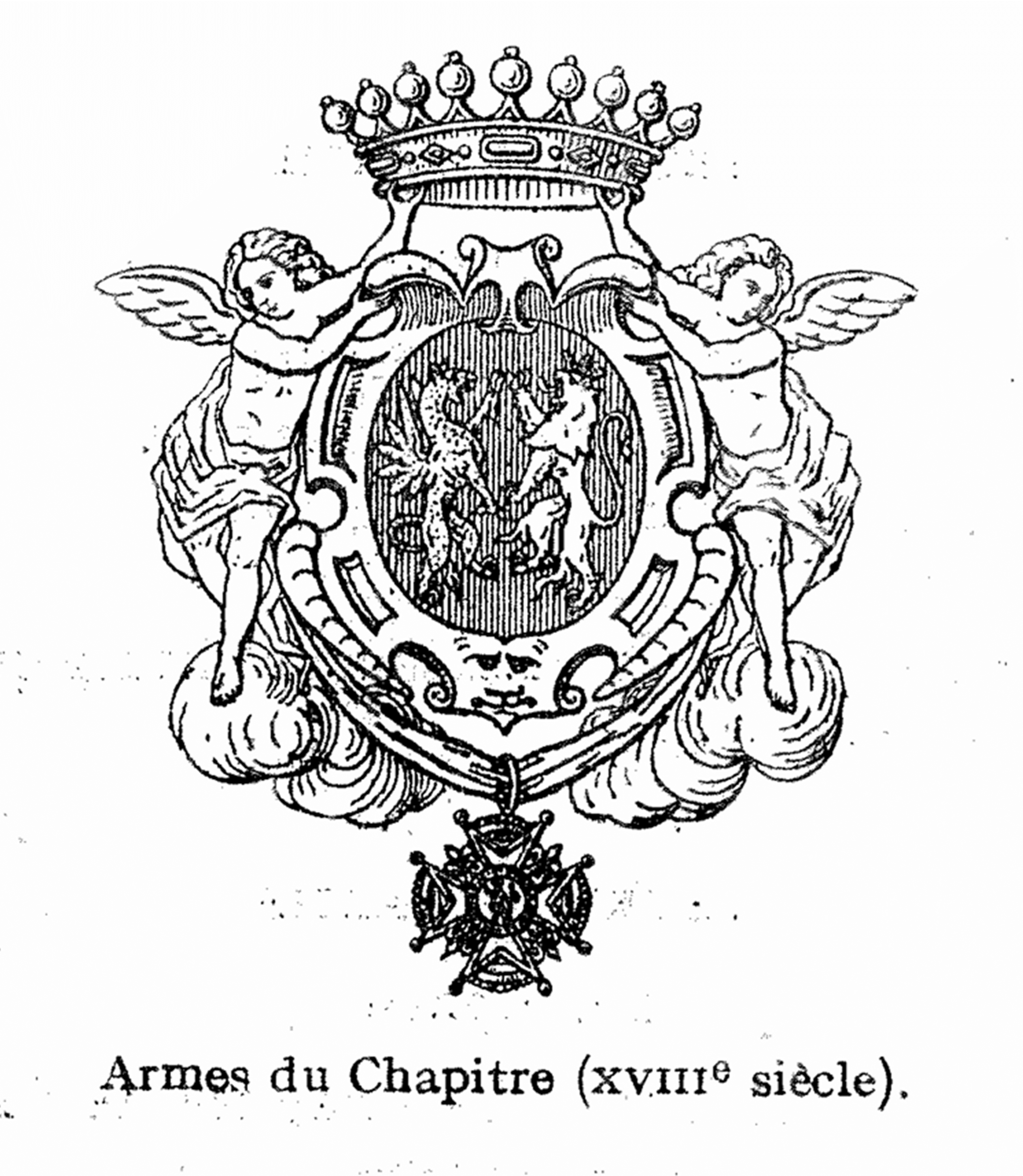
Reproduction d'une gravure dans un livre : BUENNER osb - L'ancienne liturgie romaine, le rite lyonnais (1934), p344

Description des armes du Chapitre primatial de Lyon : de gueules à un griffon d'argent et un lion d'or, affrontés.

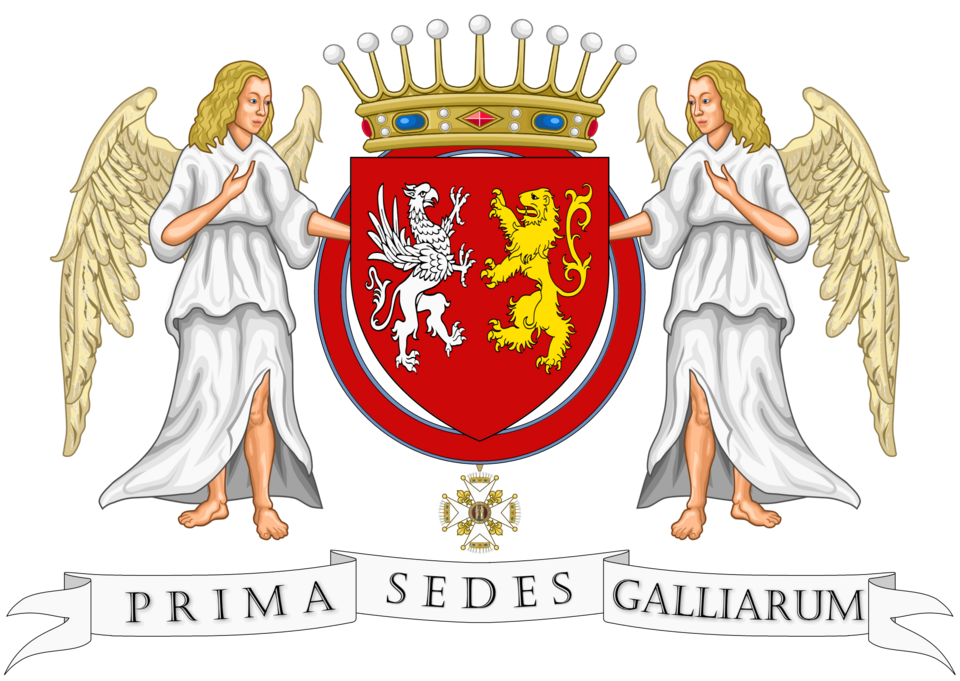
Chapitre primatial de Lyon : de gueules à un griffon d'argent et un lion d'or, affrontés; l'écu entouré du collier des comtes de Lyon, timbré d'une couronne de comte, deux anges pour tenants.

### Sources et bibliographie

#### Sources historiques
Les actes du chapitre sont conservés aux Archives départementales du Rhône et cataloguées dans l'ouvrage suivant :
- [Henri Hours 1959] Henri Hours, Chapitre primatial Saint-Jean (Lyon) : Répertoire méthodique détaillé, 1959, 237 p. (lire en ligne)

Les procès-verbaux du chapitre ont été conservés pour un grand nombre d'entre eux et ont été initialement publiés au sein de deux volumes par Marie-Claude Guigue :
- Marie-Claude Guigue, Obituarium Lugdunensis ecclesiae : nécrologe des personnages illustres et bienfaiteurs de l'église métropolitaine de Lyon du IXe au XVe siècle, 1867, 323 p. (BNF 30556033)
- Georges Guigue et Marie-Claude Guigue, Obituaire de l'église primatiale de Lyon : texte du manuscrit de la bibliothèque de l'Université de Bologne XIIIe siècle, Paris & Lyon, Vitte, 1902, 210 p. (BNF 30556031)

L'obituaire est réédité par la suite :
- Henri Omont, Georges Guigue, Jacques Laurent, Clovis Brunel et Pierre Gras, L'obituaire de la province de Lyon, Imprimerie nationale : C. Klincksieck, coll. « Recueil des historiens de la France. Obituaires », 1933-1965 (BNF 32497234) Composé de trois tomes. Tome I. Diocèse de Lyon. 1re partie, fasc. 1 / publié par MM. Georges Guigue et Jacques Laurent, sous la dir. de M. Henri Omont. - 1933 (6 avril 1934) ; 1re partie, 2e fasc. : tables / publiées sous la dir. de Clovis Brunel. 1951. Cartons des titres et préface du t. 1. - II. Diocèse de Lyon. 2e partie. Diocèses de Mâcon et de Chalon-sur-Saône / publié par MM. Jacques Laurent et Pierre Gras, sous la dir. de MM. Henri Omont et Clovis Brunel,... - 1965.

Les études sur la géographie des possessions seigneuriales du chapitre s'appuient sur :
- Georges Guigue, Le cartulaire des fiefs de l'Église de Lyon, Lyon, E. Vitte, 1893 (BNF 30555971)

Pour la crise entre le chapitre et les bourgeois lyonnais, les historiens s'appuient sur :
- Claude-François Ménestrier, Histoire civile ou consulaire de la ville de Lyon, justifiée par chartres, titres, chroniques, manuscrits, autheurs anciens & modernes, & autres preuves, avec la carte de la ville, comme elle étoit il y a environ deux siécles, Lyon, Jean-Baptiste & Nicolas de Ville, 1696, 830 p. (BNF 30925664, lire en ligne)
- Étienne de Villeneuve et Marie-Claude Guigue (Publication), Cartulaire municipal de la ville de Lyon : privilèges, franchises, libertés, et autres titres de la commune. Recueil formé au XIVe siècle par Étienne de Villeneuve, publié d'après le manuscrit original, avec des documents inédits du XIIe au XVe siècle, Lyon, A. Brun, 1876, 527 p. (BNF 31582980)
- A. de Charmasse (Publication), Cartulaire de l'église d'Autun, Autun, Durand : A. Pédone, 1865-1900 (BNF 30224304)
- Joannès-Erhard Valentin-Smith, Bibliotheca Dumbensis, ou Recueil de chartes, titres et documents pour servir à l'histoire de Dombes, Trévoux, 1854-1885 (BNF 34101610)